# Mặt trận Dân tộc Giải phóng miền Nam Việt Nam
Mặt trận Dân tộc Giải phóng miền Nam Việt Nam (phía Hoa Kỳ, Việt Nam Cộng hòa và các đồng minh thường gọi là Việt Cộng) là một tổ chức liên minh chính trị hoạt động chống lại Hoa Kỳ, Việt Nam Cộng hòa và các đồng minh khác trong thời kỳ Chiến tranh Việt Nam. Đây là tổ chức được thành lập theo đường lối của Đảng Cộng sản Việt Nam tại Đại hội III với phương châm liên minh những người dân miền Nam Việt Nam có mục tiêu đấu tranh chống Mỹ và Việt Nam Cộng hòa, thực hiện đấu tranh giành độc lập dân tộc, thống nhất đất nước Việt Nam. Năm 1969, mặt trận này cùng Liên minh các Lực lượng Dân tộc, Dân chủ và Hòa bình Việt Nam thành lập Chính phủ Cách mạng lâm thời Cộng hòa miền Nam Việt Nam tại Nam Việt Nam. Mặt trận nhận được sự viện trợ và giúp đỡ của Việt Nam Dân chủ Cộng hòa và chịu sự lãnh đạo linh hoạt của Đảng Lao động Việt Nam.
Đây là tổ chức kế thừa Mặt trận Tổ quốc Việt Nam (Mặt trận của cả nước từ Bắc đến Nam) ở miền Nam (công nhận bởi các tài liệu sau năm 1975) nhằm chống lại Hoa Kỳ và chế độ Việt Nam Cộng hoà ở miền Nam Việt Nam, ra đời trong phong trào Đồng khởi của người dân ở miền Nam Chủ trương của Mặt trận là: "Đoàn kết toàn dân, kiên quyết đấu tranh chống đế quốc Mỹ xâm lược và gây chiến, đánh đổ tập đoàn thống trị Ngô Đình Diệm, tay sai đế quốc Mỹ; thành lập một chính quyền liên minh dân tộc dân chủ rộng rãi ở miền Nam, thực hiện độc lập dân tộc, tự do, dân chủ, cải thiện dân sinh, giữ vững hoà bình, thi hành chính sách trung lập, tiến tới hòa bình thống nhất Tổ quốc, tích cực góp phần bảo vệ hoà bình ở Đông Dương, Đông Nam Á và thế giới."
Tổ chức này được thành lập dưới sự hậu thuẫn và được hỗ trợ tài chính, thiết bị và nhân sự bởi nhiều bộ phận dân cư tại miền Nam Việt Nam cũng như của chính phủ và quân đội của Việt Nam Dân chủ Cộng hòa. Trước khi Chính phủ Cách mạng lâm thời Cộng hòa Miền Nam Việt Nam thành lập, Mặt trận Dân tộc Giải phóng miền Nam Việt Nam tồn tại như một phong trào chính trị và cơ quan Ủy ban Trung ương hoạt động như là một cơ quan hành pháp lâm thời, đại diện cho các vùng thuộc quyền kiểm soát, quản lý các vùng do Mặt trận quản lý. Ban đầu, những người hoạt động trong lĩnh vực dân sự và chính trị Việt Minh vẫn được ở lại miền Nam để tham gia Tổng tuyển cử thống nhất đất nước được dự kiến diễn ra trong năm 1956 (Hiệp định Geneve quy định chỉ nhân viên quân sự là tập kết bắt buộc, còn cán bộ chính trị được ở nguyên tại chỗ để chuẩn bị Tổng tuyển cử). Tuy nhiên, phía chính quyền Ngô Đình Diệm tiến hành đàn áp những thành viên và những người ủng hộ Việt Minh. Để phản kháng, các lực lượng Việt Minh tổ chức Phong trào Đồng khởi. Sau này, do yêu cầu về việc huy động rộng rãi các thành phần xã hội khác nhau và ủng hộ rộng rãi của quốc tế chống Mỹ và Việt Nam cộng hòa, thực hành "cách mạng dân tộc dân chủ nhân dân" theo chủ trương của Đảng Lao động, Mặt trận Dân tộc Giải phóng miền Nam Việt Nam được thành lập. Việc thành lập đã tạo vị thế mới cho lực lượng cách mạng ở miền Nam Việt Nam.
Mặt trận liên tục tổ chức, lãnh đạo các hoạt động nhằm chống lại sự can thiệp của Mỹ và các đồng minh, nhằm đấu tranh thống nhất đất nước Việt Nam. Để thực hiện mục đích đó, Quân Giải phóng Miền Nam đã được thành lập ngày 15 tháng 2 năm 1961, do Trung ương cục miền Nam lãnh đạo, sau đó gia nhập Mặt trận Dân tộc Giải phóng miền Nam Việt Nam. Quân Giải phóng Miền Nam đã thực hiện chiến tranh nhân dân chống lại Hoa Kỳ và chính phủ Sài Gòn, với chi viện về vũ khí và người từ miền Bắc.
Trước 1975, Mặt trận tuyên bố là tổ chức hoạt động độc lập, song cũng công nhận tuyên bố chủ quyền trên cả nước của chính phủ Việt Nam Dân chủ Cộng hòa (tại tuyên ngôn độc lập năm 1945), cho đến khi Cộng hòa Miền Nam Việt Nam tuyên bố chủ quyền ở miền Nam năm 1969. Từ 31 tháng 1 năm 1977, tổ chức này sáp nhập hoàn toàn với Mặt trận Tổ quốc Việt Nam. Ngày nay Nhà nước Việt Nam khẳng định Mặt trận Dân tộc Giải phóng miền Nam Việt Nam, cũng như các mặt trận trước đó và sau này là các tổ chức chính trị - xã hội dưới sự lãnh đạo của Đảng Cộng sản Việt Nam, thực hiện các nhiệm vụ đoàn kết toàn dân để đạt mục tiêu chính trị do Đảng đề ra.
Tại các nước đang phát triển, lực lượng Mặt trận dân tộc giải phóng miền Nam Việt Nam được ngưỡng mộ rộng khắp như một hình mẫu của tinh thần chống chủ nghĩa đế quốc và cam kết cải cách chính trị - kinh tế. Ví dụ như thiết kế cơ bản của quốc kỳ Burkina Faso có thể đã được lấy cảm hứng từ lá cờ của Mặt trận dân tộc giải phóng miền Nam Việt Nam

## Tên gọi khác
Phía Hoa Kỳ và Việt Nam Cộng hòa thường gọi Mặt trận Dân tộc Giải phóng miền Nam Việt Nam là Việt Cộng (viết tắt của "Việt Nam Cộng sản") hoặc VC. Ngoài ra Quân đội Hoa Kỳ còn gọi tổ chức này là Victor Charlie ('Victor' và 'Charlie' và hai chữ cái đại diện cho V và C trong Bảng phiên âm chữ cái NATO) hay đơn giản chỉ là Charlie. Sau này thuật ngữ Charlie được lính Mỹ mở rộng để gọi những người Cộng sản nói chung ở cả Bắc và Nam Việt Nam.

## Bối cảnh chính trị - xã hội
Theo nhận định của người Mỹ, theo Hiệp định Genève, 190.000 quân của Quân đội viễn chinh Pháp, và 900.000 thường dân (75% là người Thiên chúa giáo và số lượng còn lại thường là người thân của các binh sỹ Pháp hoặc Quốc gia Việt Nam) cùng quân đội Quốc gia Việt Nam di chuyển từ miền Bắc Việt Nam để vào miền Nam Việt Nam; bộ đội Việt Minh và những người tham gia kháng chiến... tổng số trên 140.000 người được tập kết ra Bắc. Tuy nhiên, tập kết về chính trị không bắt buộc nên Việt Minh tiếp tục duy trì lực lượng chính trị của mình tại miền Nam. Với chính quyền Ngô Đình Diệm, việc một số lượng lớn người di cư vào Nam là một thành công lớn, coi như bằng chứng phản kháng chính quyền Việt Nam Dân chủ Cộng hòa, bằng chứng thuyết phục được người Mỹ rằng lực lượng này sẽ hỗ trợ cho chính quyền của ông. Trên thực tế, CIA và chính quyền Ngô Đình Diệm đã lợi dụng niềm tin tôn giáo và gieo rắc nỗi sợ hãi để tăng số người vào Nam. Sau đó những người di cư nhận được viện trợ của Mỹ còn cao hơn dân địa phương (100 USD, cao hơn thu nhập bình quân hàng năm của người miền Nam).

Tạ Quang Bửu, phía đoàn Việt Nam Dân chủ Cộng hòa, và tướng Pháp Henri Delteil, Quyền Tổng Tư lệnh Lực lượng Liên Hiệp Pháp ở Đông Dương, Phái đoàn Pháp đang ký Hiệp định đình chỉ chiến sự tại Việt Nam

Hiệp định Genève dẫn đến Việt Nam tạm thời bị phân chia thành hai vùng tập kết quân sự. Phía Bắc vỹ tuyến 17 là nơi tập kết của Quân đội Nhân dân Việt Nam còn phía Nam vỹ tuyến 17 là nơi tập kết của Quân đội Pháp cùng quân đội Quốc gia Việt Nam (lúc này Quân đội Quốc gia Việt Nam vẫn nằm dưới sự chỉ huy của Pháp). Tại miền Nam, với sự hậu thuẫn của người Mỹ, Thủ tướng Ngô Đình Diệm của chính phủ Quốc gia Việt Nam đã gian lận trong cuộc trưng cầu dân ý để phế truất Quốc trưởng Bảo Đại, thành lập chính thể Việt Nam Cộng hòa.
Tháng 1-1955, Ngô Đình Diệm tuyên bố tẩy chay bầu cử Hiệp định Genève, với lý do ông đưa ra là không thể có bầu cử tự do tại miền Bắc được cai trị bởi "nhà nước cảnh sát". Ông không loại trừ khả năng thống nhất đất nước trong hòa bình và dân chủ với điều kiện bầu cử không có sự cưỡng ép hay đe dọa cử tri. Việt Nam Dân chủ Cộng hoà nhiều lần đã cố gắng đề nghị Chính phủ Việt Nam Cộng hoà trong tháng 7 năm 1955, tháng 5 và tháng 6 năm 1956, 1958, tháng 7 năm 1959, và tháng 7 năm 1960, đề xuất tham vấn đàm phán "các cuộc bầu cử tự do chung bằng cách bỏ phiếu kín" và tự do hóa quan hệ Bắc-Nam nói chung. Chính phủ Việt Nam Cộng hoà hoặc từ chối, hoặc im lặng.
Theo nhận định của Mỹ, Ngô Đình Diệm trong một thời gian ngắn đã làm được nhiều hơn họ mong đợi, trong vòng 10 tháng vượt qua các cuộc đảo chính, ổn định tình hình, soạn thảo một hiến pháp mới, và mở rộng kiểm soát Chính phủ Việt Nam Cộng hòa tới các khu vực được Việt Minh kiểm soát trong suốt Chiến tranh Đông Dương... Theo ước tính của Pháp, vào năm 1954, Việt Minh kiểm soát 60% - 90% nông thôn miền Nam Việt Nam.
Chính phủ Mỹ cũng cho rằng so với thời những nguồn tin khác nhau chỉ ra cho Tổng thống Mỹ Eisenhower thấy 80% dân chúng sẽ bỏ phiếu cho Hồ Chí Minh thì sự chênh lệch này sẽ được rút ngắn lại do ông Ngô Đình Diệm đã đạt được một số thành công. Tuy nhiên, sự thật thì các cải cách của ông Diệm kéo theo các biện pháp áp bức. Ông nắm quyền khi mà ngoài Sài Gòn và các vùng phụ cận, miền Nam Việt Nam được phân chia thành các vùng đất do Việt Minh kiểm soát và lãnh địa các giáo phái "thần quyền" như Cao Đài và Hòa Hảo. Ông ta chống lại bất đồng chính kiến, và đòi hỏi lòng trung thành tuyệt đối cá nhân với các quan chức hàng đầu. Tài liệu của Mỹ cũng cho biết Ngô Đình Diệm là một người Công giáo bảo thủ. Ngô Đình Diệm lúc đầu đã được chào đón nồng nhiệt trong một số người từng là thành viên Việt Minh. Nhưng chương trình cải cách điền địa của ông ta đã thất bại và dừng lại năm 1959.
Trong tháng 6 năm 1956, Ngô Đình Diệm hủy bỏ cuộc bầu cử hội đồng làng, có vẻ như vì lo ngại rằng một số lượng lớn Việt Minh có thể giành chiến thắng, thay vào đó là các quan chức Chính phủ bổ nhiệm, là người miền Bắc, Công giáo hoặc thân cận. Năm 1956, Chính phủ Việt Nam Cộng hòa tiết lộ rằng khoảng 15.000-20.000 người cộng sản đã bị giam giữ trong các "trại tập trung chính trị", trong khi Devillers đưa ra con số 50.000 người. Trong những năm 1954 - 1959, trên toàn miền Nam đã có 466.000 người bị bắt, trong đó khoảng 400.000 người bị đi đày và 68.000 người bị xử tử.
Tháng ba năm 1958, sau một bài xã luận, chính phủ Ngô Đình Diệm đóng cửa các tờ báo lớn nhất ở Sài Gòn. Mùa xuân năm 1960, một nhóm các nhà lãnh đạo dân tộc chủ nghĩa không cộng sản đến với nhau - ban hành Tuyên ngôn Caravelle, một cuộc biểu tình bất bình chống chế độ Ngô Đình Diệm. Chính sách của Ngô Đình Diệm hầu như đảm bảo rằng những thách thức chính trị với ông ta sẽ bị liệt nằm ngoài luật pháp. Cuối cùng, những cuộc nổi dậy từ các lực lượng ở miền Nam Việt Nam như lực lượng vũ trang cộng sản, các giáo phái tôn giáo, và nông dân vũ trang. Đến năm 1958, khoảng 1/3 tỉnh trưởng là sĩ quan quân đội, đến năm 1960, đã tăng lên đến gần 2/3; 1962, 7/8 của tất cả các tỉnh đã được lãnh đạo bởi các sĩ quan. Ông lập luận các mối đe dọa từ những người cộng sản để biện minh cho sự tập trung của mình về an ninh nội bộ.
Người Mỹ cũng nhận thức được sự yếu kém của chính quyền Việt Nam Cộng hòa. Theo nhận định của người Mỹ, Mỹ cũng thấy được sự vỡ mộng "đặc biệt là ở các tầng lớp có học", sự "bất mãn trong các sĩ quan quân đội", "nỗ lực của chế độ bảo đảm an ninh nội bộ khi cho rằng một chính phủ độc tài là cần thiết để xử lý các vấn đề của đất nước sẽ dẫn đến một áp lực liên tục của các yếu tố đối lập tiềm năng", "trong một khoảng thời gian dài, sự tích tụ bất bình giữa các nhóm khác nhau và các cá nhân có thể dẫn đến sự phát triển của phong trào đối kháng quốc gia"... Mỹ thấy cần ủng hộ việc thành lập một chính phủ mới ở miền Nam Việt Nam. Hội đồng an ninh quốc gia của Mỹ đưa ra quan điểm "Hỗ trợ miễn phí Việt Nam để phát triển một chính phủ mạnh mẽ, ổn định, và hiến pháp để cho phép Việt Nam Tự Do, để khẳng định một sự tương phản ngày càng hấp dẫn đối với các điều kiện trong vùng Cộng sản hiện nay". Từ năm tài chính 1946 - năm tài chính 1961, Việt Nam đứng thứ ba bảng xếp hạng nước ngoài NATO được Mỹ hỗ trợ, và trên toàn thế giới xếp thứ bảy. 75% viện trợ kinh tế của Mỹ cung cấp trong cùng thời kỳ đã đi vào ngân sách quân sự của Chính phủ Việt Nam, và nhiều dự án dân sự đã lọt vào chi tiêu phục vụ quân sự. Tuy nhiên can thiệp của Mỹ ngày càng tăng vào chính phủ Việt Nam Cộng hòa dẫn đến việc Tổng thống Ngô Đình Diệm lên tiếng phản đối.
Hoa Kỳ ước tính được khuyết tật do sự phụ thuộc của Chính phủ Việt Nam Cộng hòa vào viện trợ của Hoa Kỳ để đầu tư vào cơ sở hạ tầng, vào các chương trình phát triển kinh tế - xã hội, vào các làng ở nông thôn. Có những bằng chứng tích lũy đủ để khẳng định nông dân oán giận chống lại Ngô Đình Diệm. Khi Kennedy nhậm chức 1960, 90% dân chúng nông thôn "tàn tạ và ốm yếu".
Theo Hoa Kỳ, Tuyên ngôn của Mặt trận tháng 12 năm 1960 đánh vào sự bất mãn này trong dân chúng. Mặt trận Dân tộc Giải phóng dùng khẩu hiệu lăng nhục Ngô Đình Diệm (Mỹ-Diệm) do đó giành lại sự thần bí của chủ nghĩa dân tộc trong Chiến tranh Đông Dương, kết hợp tâm lý bài ngoại tự nhiên của nông thôn Việt Nam. Hoa Kỳ bị xem là đáng khiển trách như một lực lượng hiện đại hóa một xã hội hoàn toàn truyền thống, như kẻ cung cấp vũ khí và tiền bạc cho một chính phủ đáng ghét, như là một người nước ngoài phá hoại hy vọng giải quyết vấn đề thống nhất đất nước bằng Hiệp định Genève, 1954 và nhất là như một kẻ xâm lược muốn biến Việt Nam thành thuộc địa như người Pháp. Còn các quan chức địa phương thì "tham nhũng và tàn bạo" trong khi "Ngô Đình Diệm hứa nông dân nhiều, thực hiện ít".
Trong chương trình di dân từ ven biển lên Tây Nguyên, chỉ có 2% người dân miền Nam Việt Nam, đã hấp thụ 50% viện trợ cho nông nghiệp của Hoa Kỳ, và gây bất bình cho các tộc người Tây Nguyên. Tuy nhiên thất vọng và gây bất bình nhất là các "Ấp Chiến lược". Diệm cũng bị cho là đã sai lầm khi lên án tất cả những người dân tộc chủ nghĩa không ủng hộ Diệm như là công cụ của Bảo Đại hay Pháp.
Chính tất cả những điều này đã kích thích các phong trào đấu tranh hòa bình đòi thống nhất đất nước của dân chúng ở miền Nam. Tuy nhiên, tất cả đều bị chính quyền Việt Nam Cộng hòa đàn áp, nhất là những người Cộng sản và Việt Minh cũ còn ở lại miền Nam, những người mà Tổng thống Ngô Đình Diệm cho là đối thủ tiềm tàng nguy hiểm nhất. Bị đàn áp, những người cộng sản miền Nam cùng với những đồng minh của mình tập hợp và tổ chức ra có một số tổ chức vũ trang, bán vũ trang để chống chính quyền Việt Nam Cộng hòa một cách tự phát. Từ giữa 1957, những người cộng sản miền Nam đã áp dụng chiến thuật du kích phù hợp học thuyết quân sự Mao - Giáp.
Việt Nam Cộng hòa lệ thuộc quá nhiều vào Mỹ. Chính sách kinh tế của họ tuy có một số ưu điểm khuyến khích kinh tế phát triển nhưng hố sâu phân hóa xã hội lớn, cùng với việc chia lại ruộng đất, mà phần lớn đã được chính quyền Việt Minh tại miền Nam chia cho các nông dân nghèo, nay lại tập trung lại cho các địa chủ cũ. Trong khi đó, những người cộng sản đã tham gia đấu tranh giành độc lập, uy tín có được từ thời tiền cách mạng, Cách mạng Tháng Tám và Kháng chiến chống Pháp. Điều này đã hướng nhiều người dân tin tưởng vào người cộng sản.
Ngoài ra thì sự phân chia đất nước khiến cho nhiều gia đình phân ly, những người có tinh thần dân tộc cũng bất bình. Do vậy, những người cách mạng ở miền Nam đã ủng hộ cho giải pháp khởi nghĩa giành chính quyền. Sau khi Hội nghị Trung ương 15 của Đảng Lao động tháng 1 năm 1959 tán thành khởi nghĩa ở miền Nam, phong trào cách mạng có biến chuyển. Việt Nam Dân chủ Cộng hòa không muốn can thiệp trực tiếp vào tình hình miền Nam, trong khi vấn đề cấp bách là cần có một lực lượng có chính sách độc lập chống Mỹ và Việt Nam Cộng hòa. Từ nhu cầu đó Mặt trận Dân tộc Giải phóng miền Nam Việt Nam được thành lập.

## Lịch sử

### Thành lập

Huy hiệu Mặt trận Dân tộc Giải phóng miền Nam Việt Nam gắn trên mũ của Quân Giải phóng miền Nam Việt Nam

Dự định thành lập Mặt trận được công khai nói đến lần đầu tiên trong Đại hội toàn quốc lần thứ ba của Đảng Lao động Việt Nam. Tại đại hội, Chủ tịch Tôn Đức Thắng đã nói rằng Mặt trận sẽ được dựa trên các khái niệm của Lenin về liên minh 4 giai cấp, nhưng để phù hợp với sự phức tạp của xã hội miền Nam, Mặt trận cần bao gồm cả các nhóm tôn giáo và dân tộc khác nhau; mục tiêu đấu tranh của Mặt trận phải rộng để kêu gọi được đông đảo quần chúng; Mặt trận cần nhấn mạnh các chủ trương dân tộc và cải cách, đặt ra mục tiêu cuối cùng là sự xây dựng một nước Việt Nam hòa bình, thống nhất, dân chủ và phồn vinh. Cũng như tiền thân Việt Minh của nó, Mặt trận mới này sẽ cần được tổ chức thành nhiều cấp, từ ủy ban trung ương đến các tổ chức ở cấp làng; chủ nghĩa cộng sản sẽ không được nói đến .
Theo Nghị quyết Đại hội III của Đảng Lao động Việt Nam, được đăng tải trên báo Nhân dân khi đó "nhiệm vụ trước mắt của cách mạng miền Nam là: đoàn kết toàn dân, kiên quyết đấu tranh chống đế quốc Mỹ xâm lược và gây chiến, đánh đổ tập đoàn thống trị độc tài Ngô Đình Diệm tay sai của đế quốc Mỹ, thành lập một chính quyền liên hợp dân tộc dân chủ ở miền Nam, thực hiện độc lập dân tộc, các quyền tự do dân chủ, cải thiện đời sống nhân dân, giữ vững hòa bình, thực hiện thống nhất nước nhà trên cơ sở độc lập và dân chủ, tích cực góp phần bảo vệ hòa bình ở Đông - Nam Á và thế giới... Để bảo đảm cho cuộc đấu tranh cách mạng ở miền Nam giành được toàn thắng, đồng bào ta ở miền Nam cần ra sức xây dựng khối công nông binh liên hợp và thực hiện một mặt trận dân tộc thống nhất rộng rãi chống Mỹ - Diệm lấy liên minh công nông làm cơ sở. Mặt trận này phải đoàn kết các giai cấp và các tầng lớp yêu nước, dân tộc đa số, các dân tộc thiểu số, các đảng phái yêu nước và các tôn giáo, và tất cả những người có khuynh hướng chống Mỹ - Diệm. Mục tiêu phấn đấu của mặt trận này là hòa bình, độc lập dân tộc, tự do dân chủ, cải thiện dân sinh, hòa bình thống nhất Tổ quốc. Công tác mặt trận phải nhằm đoàn kết tất cả những lực lượng có thể đoàn kết, tranh thủ bất cứ lực lượng nào có thể tranh thủ, trung lập những thế lực cần phải trung lập, thu hút đông đảo quần chúng nhân dân vào phong trào đấu tranh chung chống Mỹ - Diệm nhằm giải phóng miền Nam, hòa bình thống nhất Tổ quốc. Nghị quyết của Đảng cũng nêu rõ: "Mục đích của Đảng là hoàn thành cách mạng dân tộc dân chủ nhân dân, thực hiện chủ nghĩa xã hội và chủ nghĩa cộng sản ở Việt Nam" (nghĩa là không xuất khẩu cách mạng sang các nước khác, và nhiệm vụ trước mắt của cách mạng miền Nam là cách mạng dân tộc dân chủ, chứ chưa quyết định về đường lối xây dựng Chủ nghĩa xã hội).
Về mặt pháp lý Mặt trận hoàn toàn độc lập với các tổ chức chính trị ở miền Bắc tuy nhiên cả Mặt trận và chính phủ Việt Nam Dân chủ Cộng hòa, sau này có thêm Chính phủ Cách mạng lâm thời Cộng hòa miền Nam Việt Nam đều không phủ nhận sự tương đồng về chính trị cũng như mục tiêu giải phóng dân tộc, thống nhất đất nước. Bên cạnh đó, những người Cộng sản ở miền Nam cũng thành lập Đảng Nhân dân cách mạng Việt Nam để hoạt động công khai và ngăn cản sự đàn áp của chính quyền Sài Gòn. Đảng này cũng là thành viên của Mặt trận. Trung ương Cục Miền Nam với tiền thân là Xứ ủy Nam Bộ trở thành tổ chức đại diện Đảng Lao động trong Nam (do Hiệp định Genève không bắt buộc tập kết chính trị nên lực lượng chính trị này vẫn được ở lại miền Nam). Do sự đàn áp của chính quyền Ngô Đình Diệm, Trung ương Cục hoạt động bí mật, nhưng về sau ngày càng công khai hơn. Việt Nam Dân chủ Cộng hòa đặt đại diện tại căn cứ địa của Mặt trận (và Chính phủ cách mạng lâm thời sau này), và Mặt trận (Chính phủ cách mạng lâm thời) đặt đại diện tại Hà Nội.
Trong tháng 11 và 12 năm 1960, Bộ Chính trị và Ban Bí thư gửi nhiều công điện cho Xứ ủy Nam Bộ và Liên khu ủy khu V bàn về đấu tranh cách mạng ở miền Nam, bao gồm thành lập mặt trận và chính quyền cách mạng (điện của Bộ Chính trị Số 17-NB ngày 11-11-1960, điện của Bộ Chính trị Số 20-NB ngày 12-11-1960, điện của Ban Bí thư Số 34/NB ngày 16-11-1960, điện của Ban Bí thư Số 35/NB ngày 20-11-1960, điện của Ban Bí thư Số 40/NB ngày 24-11-1960, điện của Ban Bí thư số 49/NB ngày 3-12-1960 v.v.). Trong điện của Ban Bí thư ngày 24-11-1960, có đề ra chủ trương rút lại chủ trương trước đó của Bộ Chính trị về thành lập Chính phủ liên hiệp, sau khi cuộc đảo chính ở Sài Gòn không thành, "Trung ương đồng ý với Xứ ủy Nam Bộ là ở những nơi không còn đồn bốt và tề, ta sẽ lấy danh nghĩa Ủy ban Mặt trận dân tộc giải phóng miền Nam để bảo vệ quyền lợi nhân dân và giữ gìn an ninh trật tự. Ở những nơi chưa hoàn toàn giải phóng, ta vẫn dùng lối chính quyền hai mặt. Như thế nhân dân sẽ không bị hạn chế trong cuộc đấu tranh chính trị rộng rãi như hiện nay."
Mặt trận Dân tộc Giải phóng miền Nam được chính thức thành lập vào ngày 20 tháng 12 năm 1960 tại xã Tân Lập, huyện Châu Thành (nay là Tân Biên) trong vùng căn cứ của mình ở tỉnh Tây Ninh, với thành phần chủ chốt là lực lượng Việt Minh hoạt động bí mật ở miền Nam. Lãnh đạo ban đầu là Phùng Văn Cung, Nguyễn Văn Cúc, Lê Thanh. Ông Nguyễn Hữu Thọ khi đó đang bị giam lỏng ở Tuy Hòa, được ông Lê Duẩn sau khi bàn bạc với Xứ ủy Nam Bộ và Liên khu ủy khu V, lựa chọn làm chủ tịch Mặt trận, và về sau lập kế hoạch giải thoát thành công, đưa về căn cứ.  Các phương tiện truyền thông miền Bắc ban đầu không nhắc đến vai trò của Đảng Lao động và chính quyền Việt Nam Dân chủ cộng hòa trong thành lập Mặt trận, chỉ hoan nghênh Mặt trận được thành lập, trong khi Ủy ban TW Mặt trận Tổ quốc Việt Nam công khai "Đẩy mạnh đấu tranh chống Mỹ - Diệm, hỗ trợ cho phong trào đấu tranh của đồng bào miền Nam" (Lúc này, Việt Nam Dân chủ cộng hòa vẫn gửi điện cho Ủy ban quốc tế tố cáo chính quyền miền Nam Việt Nam vi phạm điều 14(c) Hiệp nghị Giơnevơ).
Đồng thời, Mặt trận đưa ra Chương trình 10 điểm:
1. Đánh đổ chế độ thuộc địa trá hình của đế quốc Mỹ và chính quyền độc tài Ngô Đình Diệm, tay sai của Mỹ, thành lập chính quyền liên minh dân tộc, dân chủ.
2. Thực hiện chế độ dân chủ rộng rãi và tiến bộ.
3. Xây dựng nền kinh tế độc lập, tự chủ, thực hiện cải thiện dân sinh.
4. Thực hiện giảm tô, tiến tới giải quyết vấn đề ruộng đất cho nông dân, giúp người cày có ruộng.
5. Xây dựng nền văn hóa giáo dục dân tộc, dân chủ.
6. Xây dựng một quân đội bảo vệ Tổ quốc, bảo vệ nhân dân.
7. Thực hiện dân tộc bình đẳng, nam nữ bình quyền, bảo hộ quyền lợi chính đáng của ngoại kiều và kiều bào.
8. Thực hiện chính sách ngoại giao hòa bình, trung lập.
9. Lập lại quan hệ bình thường giữa hai miền, tiến tới hòa bình thống nhất Tổ quốc.
10. Chống chiến tranh xâm lược, tích cực bảo vệ hòa bình thế giới.

Từ khi ra đời, Mặt trận được tổ chức để thu hút tất cả các nhà hoạt động chống Chính phủ Việt Nam Cộng hòa, bao gồm cả những người theo và không theo chủ nghĩa cộng sản, với mục tiêu kết nối tất cả những người đối nghịch với "Mỹ Diệm". Về mặt pháp lý, Mặt trận Dân tộc Giải phóng miền Nam Việt Nam là một phong trào giải phóng, liên minh của các đảng phái, tổ chức chính trị - xã hội tại miền Nam và có lập trường, chủ quyền kiểm soát riêng. Phía Mặt trận và Chính phủ Cách mạng lâm thời Cộng hòa miền Nam Việt Nam bác bỏ sự hợp pháp của chính quyền Sài Gòn.
Theo ước tính của Mỹ, trong vòng vài tháng thành lập, số thành viên của Mặt trận tăng gấp đôi, gấp đôi một lần nữa vào mùa thu năm 1961, và sau đó tăng gấp đôi vào đầu năm 1962, ước tính khoảng 300.000 người.
Ngày 15-12-1961 (mồng một Tết Tân Sửu), tại vùng giải phóng Tây Ninh, mặt trận đã làm lễ kết nạp Lực lượng võ trang giải phóng là thành viên chính thức. Tại cuộc mít-tinh này, Ban tổ chức đã giới thiệu đoàn chủ tịch (cũng là bộ phận lâm thời công khai của mặt trận) gồm các vị: Bác sĩ Phùng Văn Cung thay mặt giới trí thức Sài Gòn; Ông Nguyễn Văn Linh thay mặt Đảng nhân dân cách mạng Việt Nam; Ông Ung Ngọc Ky thay mặt Đảng dân chủ Việt Nam; Ông Nguyễn Văn Hiếu thay mặt Đảng xã hội cấp tiến Việt Nam; Ông Lê Thanh thay mặt Lực lượng quân giải phóng. Chủ tịch Ủy ban Trung ương Mặt trận là Nguyễn Hữu Thọ (1961).

### Đại hội lần I
Đại hội lần thứ nhất khai mạc ngày 16 tháng 2 năm 1962 tại Tân Biên (Tây Ninh) chính thức bầu Nguyễn Hữu Thọ làm Chủ tịch; Phùng Văn Cung, Võ Chí Công, Huỳnh Tấn Phát, Y Bih Aleo, Đại đức Sơn Vọng và Trần Nam Trung và Nguyễn Văn Hiếu làm Phó Chủ tịch. Ủy viên Đoàn Chủ tịch gồm có: Trần Bạch Đằng, Phan Văn Đáng, Nguyễn Hữu Thế, Trần Bửu Kiếm, bà Nguyễn Thị Định, Hòa thượng Thích Thượng Hào, Ngọc đầu sư Nguyễn Văn Ngợi, Lê Quang Thành và ông Đặng Trần Thi. Huỳnh Tấn Phát giữ chức Tổng Thư ký Mặt trận.
Mặt trận đã ra "Tuyên ngôn" và "Chương trình hành động 10 điểm" với mục tiêu đại diện cho quyền lợi của nhân dân miền Nam Việt Nam đấu tranh nhằm đánh Mỹ và chính quyền Việt Nam Cộng hòa, tiến tới sự thống nhất của Việt Nam. Mặt trận cũng quyết định lấy lá cờ nửa đỏ, nửa xanh có ngôi sao vàng năm cánh và bài "Giải phóng miền Nam" làm cờ và bài hát chính thức của Mặt trận...
Chương trình của Mặt trận: "Từ khi thực dân Pháp xâm lược nước ta, dân tộc Việt Nam ta đã chiến đấu không ngừng cho độc lập và tự do của Tổ quốc. Năm 1945, đồng bào cả nước đã đứng lên đánh đổ Nhật - Pháp giành chính quyền và đã anh dũng kháng chiến 9 năm, đánh bại xâm lược Pháp và can thiệp Mỹ, đưa cuộc kháng chiến oanh liệt của dân tộc ta đến thắng lợi vẻ vang.Tại hội nghị Giơ ne vơ tháng 7-1954, đế quốc Pháp buộc phải cam kết rút quân khỏi Việt Nam và các nước tham dự hội nghị đều trịnh trọng tuyên bố công nhận chủ quyền, độc lập thống nhất và toàn vẹn lãnh thổ của nước Việt Nam... Vì quyền lợi tối cao của Tổ quốc, quyết phấn đấu đến cùng cho những nguyện vọng chính đáng của nhân dân, thuận theo trào lưu tiến bộ của thế giới, Mặt trận dân tộc giải phóng Miền Nam Việt Nam ra đời.Mặt trận dân tộc giải phóng Miền Nam Việt Nam chủ trương đoàn kết tất cả các tầng lớp nhân dân, các giai cấp, các dân tộc, các đảng phái, các đoàn thể, các tôn giáo, các nhân sĩ yêu nước ở miền Nam Việt Nam không phân biệt xu hướng chính trị để đấu tranh đánh đổ ách thống trị của đế quốc Mỹ và tập đoàn tay sai của Mỹ ở miền Nam Việt Nam, thực hiện độc lập, dân chủ, cải thiện dân sinh, hòa bình trung lập ở miền Nam, tiến tới hòa bình thống nhất tổ quốc...Vì hòa bình, độc lập, tự do, thống nhất của Tổ quốc, vì vận mạng của dân tộc, vì đời sống của chúng ta, vì tương lai của ta và con cháu ta. Tất cả hãy đứng lên !Tất cả hãy đoàn kết lại! Hãy xiết chặt hàng ngũ, tiến lên chiến đấu dưới ngọn cờ của Mặt Trận Dân tộc giải phóng Miền Nam Việt Nam để đánh đổ ách thống trị tàn ác của đế quốc Mỹ và tay sai Ngô Đình Diệm để cứu nước, cứu nhà.
Chúng ta nhất định thắng, vì lực lượng đoàn kết của nhân dân ta là lực lượng vô địch, vì chính nghĩa thuộc về chúng ta, vì chủ nghĩa thực dân đã lỗi thời ngày nay đang tan rã và đi tới diệt vong. Trên thế giới, phong trào hoà bình dân chủ, độc lập dân tộc đang phát triển rộng rãi, mạnh mẽ và ngày càng thu được nhiều thắng lợi mới. Tình hình đó hết sức thuận lợi cho sự nghiệp cứu nước cứu nhà của chúng ta. Đế quốc Mỹ và tay sai của Mỹ nhất định sẽ thất bại! Sự nghiệp giải phóng dân tộc ở miền Nam Việt Nam nhất định sẽ thành công! Hãy đoàn kết, tin tưởng và phấn đấu anh dũng ! Tiến lên giành lấy thắng lợi huy hoàng cho dân tộc ta, cho Tổ quốc ta."

### Đại hội lần II
Ngày 1-11-1964, Mặt trận dân tộc giải phóng miền Nam Việt Nam đã họp Đại hội lần thứ 2. Có 150 đại biểu tham dự. Đoàn Chủ tịch Mặt trận được bầu gồm có: Chủ tịch: Nguyễn Hữu Thọ - đại diện liên minh các đảng yêu nước, Phó chủ tịch: Abil Aleo - đại diện những người Tin Lành yêu nước, người dân tộc Êđê, chủ tịch Phong trào tự trị các dân tộc Tây Nguyên, Phùng Văn Cung - đại diện liên minh các đảng yêu nước, Võ Chí Công - chủ tịch Đảng Nhân dân cách mạng VN, Huỳnh Tấn Phát - Tổng thư ký Đảng Dân chủ, Thích Thơm Mê Thế Nhêm - đại diện người Khmer yêu nước (mất 1966), Trần Nam Trung - đại diện Quân giải phóng Miền Nam. Các ủy viên: Nguyễn Thị Định, Trần Bạch Đằng, Thích Thiện Hào, Trần Bửu Kiếm, Nguyễn Văn Ngợi, Phạm Xuân Thái (Phan Văn Đáng), Nguyễn Hữu Thế, Đặng Trần Thi. Ban Thư ký: Huỳnh Tấn Phát (TTK), Lê Văn Huân, Hồ Thu, Ung Ngọc Kỳ, Hồ Xuân Sơn (phó TTK) . Sau ông Nguyễn Văn Hiếu lại tham gia Đoàn chủ tịch.
Ngày 8-1-1967, Mặt trận họp Đại hội bất thường, công bố Cương lĩnh mới, kế tục và phát triển chương trình hành động 10 điểm. Đại hội đã thông qua một chương trình mới phác thảo cách nhằm thu hút lực lượng người Việt Nam tham gia để đánh đuổi đế quốc Mỹ, lật đổ chính quyền Việt Nam Cộng hòa, và tạo ra một nền độc lập, hòa bình, dân chủ, trung lập, và thịnh vượng Nam Việt Nam, tiến tới hiệp thương thống nhất đất nước. Cương lĩnh cũng đưa ra các cải cách dân chủ và sự phát triển của nền kinh tế và văn hóa dân tộc.

### Thành lập Chính phủ Cách mạng lâm thời Cộng hòa miền Nam Việt Nam
Từ ngày 6 đến 8 tháng 6 năm 1969, Mặt trận Dân tộc Giải phóng miền Nam là nòng cốt, cùng với Liên minh các Lực lượng Dân tộc, Dân chủ và Hòa bình Việt Nam do Trịnh Đình Thảo làm chủ tịch, đã lập ra Chính phủ Cách mạng Lâm thời Cộng hòa miền Nam Việt Nam để đối chọi với chính phủ Việt Nam Cộng Hòa. Chính phủ cách mạng lâm thời do kiến trúc sư Huỳnh Tấn Phát làm chủ tịch, và Hội đồng cố vấn Chính phủ do luật sư Nguyễn Hữu Thọ làm chủ tịch. Hội đồng làm việc với Chính phủ theo cơ chế hiệp thương, song thực ra có quyền hơn. Chính phủ thực hiện các chức năng hành chính nhà nước bao gồm đại diện và quản lý hành chính lãnh thổ. Ngay sau khi thành lập, Việt Nam Dân chủ Cộng hòa và các nước Xã hội chủ nghĩa cùng nhiều nước thuộc Quốc tế thứ Ba đã công nhận Chính phủ Cách mạng Lâm thời Cộng hòa miền Nam Việt Nam là người đại diện hợp pháp của nhân dân miền Nam. Ngay trong tháng 6 năm 1969 đã có 23 nước công nhận Chính phủ "Cách mạng Lâm thời" của Cộng hòa miền Nam Việt Nam, trong đó có 21 nước thiết lập quan hệ ngoại giao. Tới đầu(24/1) năm 1976, đã có 90 nước trên thế giới công nhận và đã thiết lập quan hệ ngoại giao (trong đó có nhiều nước tư bản chủ nghĩa) công nhận và lập quan hệ ngoại giao. Người Mỹ và chính quyền Sài Gòn không phân biệt được quyền lực của Chính phủ Cách mạng Lâm thời Cộng hòa miền Nam Việt Nam với quyền lực của Việt Nam Dân chủ Cộng hòa. Bộ trưởng Quốc phòng Trần Nam Trung, Trưởng ban Quân sự của Mặt trận cũng công khai là ủy viên Trung ương Đảng Lao động, thành viên Trung ương Cục, Thứ trưởng Bộ Quốc phòng Đồng Văn Cống công khai là thành viên Trung ương Cục Miền Nam của Trung ương Đảng Lao động Việt Nam, trong khi Nguyễn Văn Cúc (Tổng bí thư Đảng Nhân dân Cách mạng, tham gia thành lập chính phủ) tuy không công khai là ủy viên Trung ương của Đảng Lao động, nhưng công khai là đại diện Đảng Nhân dân Cách mạng trong Trung ương Cục Miền Nam của Đảng Lao động (theo báo cáo tháng 12 năm 1969 về "Ủy ban quân sự Miền Nam", một số thành viên của Bộ tư lệnh các lực lượng vũ trang giải phóng Miền Nam cũng công khai là thành viên Trung ương Cục).
Ngày từ khi Hội nghị Paris bắt đầu với sự tham gia của 4 bên, Mỹ và Việt Nam Cộng hòa đã phải chấp nhận sự tồn tại của Chính phủ Cách mạng Lâm thời Cộng hòa miền nam Việt Nam. Ngày 27 tháng 1 năm 1973, Hiệp định Paris được ký kết. Hiệp định công nhận tại miền Nam của nước Việt Nam độc lập, thống nhất có tồn tại hai chính phủ, hai vùng kiểm soát, hai quân đội và sẽ tổng tuyển cử để thành lập chính phủ liên hiệp ba thành phần trước khi tổng tuyển cử cả nước để thống nhất về mặt nhà nước với Việt Nam Dân chủ Cộng hòa. Tuy nhiên, do chính quyền Sài Gòn có các hành động quân sự để phá hoại Hiệp định nên Chính phủ cách mạng lâm thời buộc phải tiếp tục đẩy mạnh đấu tranh vũ trang, lật đổ chính quyền Việt Nam Cộng hòa và đã giành được quyền kiểm soát miền Nam vào năm 1975.

### Hợp nhất với Mặt trận Tổ quốc Việt Nam
Dưới sự chỉ đạo của Đảng Lao động Việt Nam, từ ngày 15 đến 21 tháng 11 năm 1975, hội nghị hiệp thương chính trị được tổ chức để tiến tới thống nhất về mặt nhà nước. Đoàn Chính phủ Việt Nam Dân chủ Cộng hòa do ông Trường Chinh đứng đầu, đoàn Chính phủ Cách mạng lâm thời Cộng hòa miền Nam Việt Nam do ông Phạm Hùng đứng đầu. Hội nghị đã tán thành tổ chức bầu cử Quốc hội thống nhất.
Ngày 25 tháng 4 năm 1976 tổng tuyển cử trong cả nước được tổ chức, bầu ra 492 đại biểu của Quốc hội Việt Nam thống nhất. Từ ngày 24 tháng 6 đến ngày 2 tháng 7 năm 1976, Quốc hội họp phiên đầu tiên, đặt tên nước là Cộng hoà xã hội chủ nghĩa Việt Nam, thông qua quốc kỳ, quốc huy, quốc ca, xác định Thủ đô, bầu chính phủ, đổi tên thành phố Sài Gòn - Gia Định thành Thành phố Hồ Chí Minh. Từ đây, chính quyền Cộng hòa Miền Nam Việt Nam chính thức hợp nhất với chính quyền Việt Nam Dân chủ Cộng hòa để ra đời chính quyền Cộng hòa Xã hội Chủ nghĩa Việt Nam của một quốc gia Việt Nam thống nhất.
Sau khi hợp nhất về mặt nhà nước, các đơn vị đoàn thể khác cũng tiếp tục hợp nhất. Đại hội Mặt trận Dân tộc Thống nhất bắt đầu ngày 31 tháng 1 năm 1977 đã tuyên bố hợp nhất Mặt trận với Mặt trận Tổ quốc Việt Nam và Liên minh các Lực lượng Dân tộc Dân chủ và Hoà bình Miền Nam Việt Nam thành Mặt trận Tổ quốc Việt Nam.

## Tổ chức

### Cơ cấu tổ chức
Mặt trận là một liên minh bao gồm cả những người cộng sản làm nòng cốt, và là một tổ chức liên kết rất rộng gồm nhiều tổ chức được tổ chức ở các cấp khác nhau tham gia. Theo Nguyễn Khắc Viện (1970), Mặt trận là một liên minh chính trị - xã hội, với Đảng Nhân dân cách mạng theo chủ nghĩa Marx-Lenin làm nòng cốt và lãnh đạo, gồm nhiều tổ chức tham gia, và con số thành viên trong các tổ chức được tổ chức từ cấp thôn đến cấp trung ương là hơn 70 vạn người.
Ở cấp trung ương, Ủy ban Trung ương bầu ra Đoàn chủ tịch, là cấp cao nhất, giúp việc có các Ban chuyên môn của Mặt trận, hay các Hội đồng chuyên môn của Trung ương Mặt trận. Các cấp địa phương cũng có các ban thành lập theo quy định. Trong đó có cả Ban Quân sự, nhưng tương tự như Bộ Quốc phòng sau này nó chỉ làm nhiệm vụ hành chính. Quân giải phóng Miền Nam là lực lượng tham gia Mặt trận công khai là do Bộ Tư lệnh các Lực lượng Vũ trang Giải phóng chỉ đạo, nhưng thực chất đều do các cấp ủy đảng, quân ủy lãnh đạo, theo cơ chế phức tạp, như cơ chế hiện nay với quân đội nhân dân. Bộ Tư lệnh chỉ đạo chuyên môn thuần túy quân sự theo phân công địa bàn của Đảng Lao động. Ước tính của Mỹ, đầu 1969 có 750.000 thành viên, trong đó 300.000 thành viên dân sự.
Các tổ chức Mặt trận tổ chức tại cấp dưới theo vùng: Tây Nam Bộ, Trung Nam Bộ, Đông Nam Bộ, Nam Trung Bộ, Sài Gòn - Gia Định (Huỳnh Tấn Phát đứng đầu), Trung Trung Bộ, Tây Nguyên, tỉnh Tây Ninh. Tổ chức Mặt trận cấp vùng chịu sự lãnh đạo của cấp Trung ương.
Ủy ban Mặt trận giải phóng địa phương được tổ chức ở 4 cấp: cấp miền, cấp tỉnh, cấp huyện, cấp xã. Từ năm 1960-1967, Ủy ban Mặt trận giải phóng địa phương các cấp thực hiện chức năng của chính quyền cách mạng ở cấp mình. Đến năm 1968 một số địa phương như Thừa Thiên-Huế, Sài Gòn-Chợ Lớn-Gia Định, Đà Nẵng... thành lập Ủy ban nhân dân cách mạng thì Ủy ban nhân dân cách mạng làm nhiệm vụ của chính quyền. Sau khi Chính phủ cách mạng lâm thời ra đời thì chính phủ và Ủy ban nhân dân cách mạng các cấp làm nhiệm vụ chính quyền.

## Các tổ chức thành viên
Sau khi Mặt trận ra đời, hàng loạt các tổ chức của Mặt trận được thành lập và các tổ chức cách mạng ra đời tham gia Mặt trận. Năm 1973, Mặt trận bao gồm hơn 30 đảng chính trị và các tổ chức xã hội và tôn giáo tham gia, hoạt động công khai.

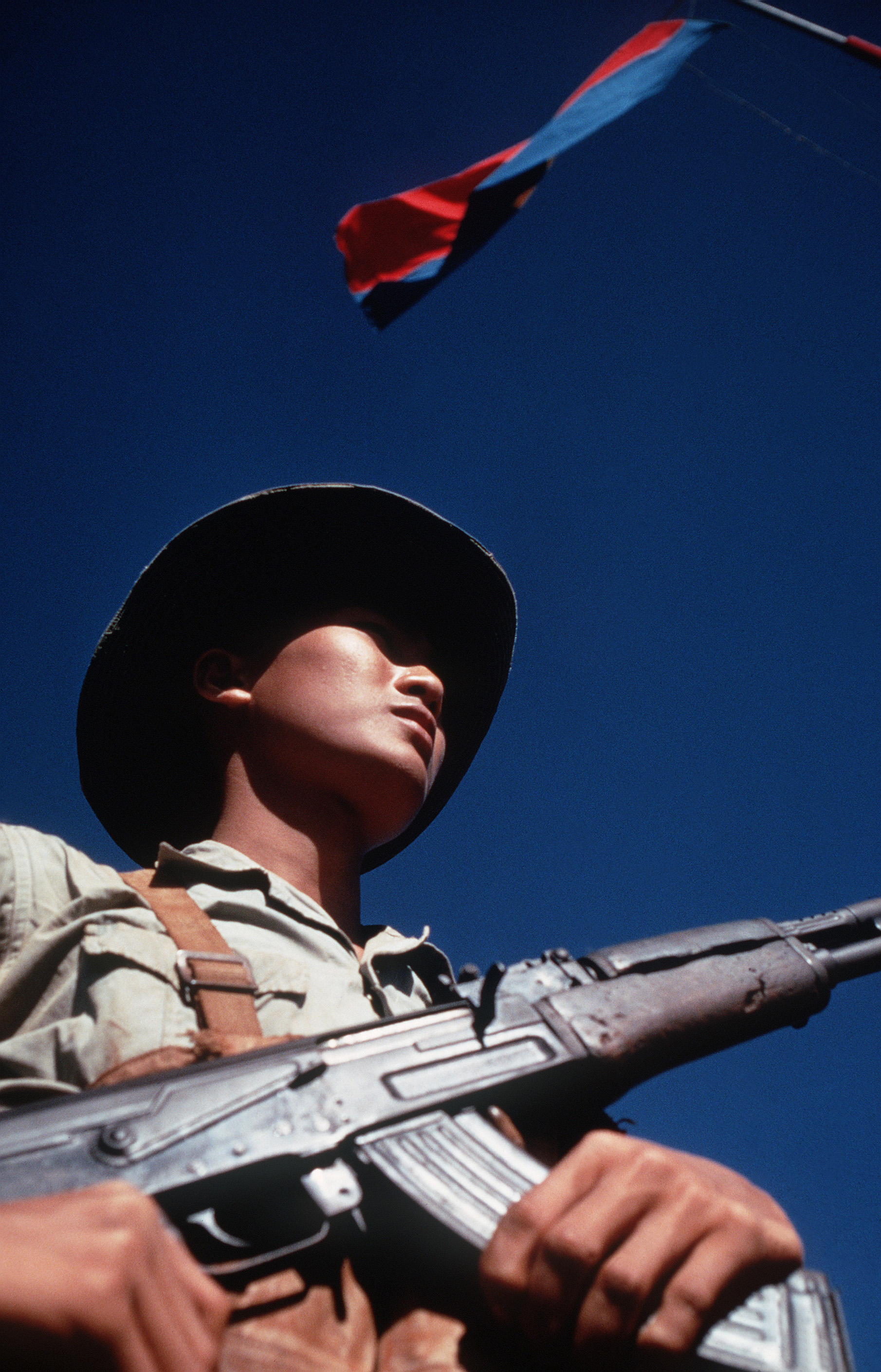
Một người lính Quân Giải phóng Miền Nam với súng AK, 1973

### Các đảng phái
- Đảng Nhân dân Cách mạng Việt Nam (một bộ phận của Đảng Lao động Việt Nam ở miền Nam)[28]: do Trung ương Cục miền Nam lãnh đạo; Chủ tịch là Võ Chí Công, Tổng Bí thư là Nguyễn Văn Linh; các Ủy viên Trung ương công khai gồm Nguyễn Văn Linh và Phan Văn Đáng; thành lập ngày 15/1/1962
- Tập tin:Đảng kỳ Đảng Xã hội Việt Nam.png Đảng Xã hội Cấp tiến Miền Nam Việt Nam (một bộ phận của Đảng Xã hội Việt Nam ở miền nam): Tổng Thư ký là Nguyễn Văn Hiếu, sau là Nguyễn Văn Tiến; Phó Tổng Thư ký là Nguyễn Ngọc Thưởng; Ủy viên Trung ương là Lê Văn Thà; thành lập ngày 1/7/1961
- Đảng Dân chủ Miền Nam Việt Nam (một bộ phận của Đảng Dân chủ Việt Nam tại miền nam): Chủ tịch là Trần Bửu Kiếm, Tổng Thư ký là Huỳnh Tấn Phát, Phó Tổng Thư ký là Ung Ngọc Ky; thành lập ngày 31/1/1961

### Các tổ chức tôn giáo
- Hội Lục Hòa Phật tử Việt Nam[29][30]: Hội trưởng là Thích Thiện Hào; thành lập năm 1954; hợp nhất với Giáo hội Lục Hòa Tăng thành Giáo hội Phật giáo Cổ truyền Việt Nam vào năm 1969
- Hội Lục Hòa Tăng Việt Nam[29][30]: Tăng trưởng là Thích Huệ Thành; thành lập tháng 2/1952; hợp nhất với Giáo hội Lục Hòa Phật tử thành Giáo hội Phật giáo Cổ truyền Việt Nam vào năm 1969
- Giáo hội Phật giáo Cổ truyền Việt Nam[29][30]: sau khi hợp nhất vào năm 1969 thì Tăng thống là Thích Huệ Thành và Chủ tịch là Thích Thiện Hào
- Hội Đoàn kết Sư sãi Yêu nước Vùng Tây Nam Bộ (phật giáo Nam Tông)[31][32]: Hội trưởng là hòa thượng Thạch Som, Chủ tịch là đại đức Sơn Vọng; thành lập năm 1964
- Hội Những người Công giáo kính Chúa Yêu nước Việt Nam[33][34]: Chủ tịch là Joseph Marie Hồ Huệ Bá ; thành lập tháng 4/1961
- Hội thánh Cao Đài Tiên Thiên[35][36]: đứng đầu là Nguyễn Văn Ngợi; thành lập năm 1931
- Hội Chấn hưng Đạo đức Hòa Hảo[37]

### Lực lượng vũ trang
- Quân Giải phóng miền Nam Việt Nam (một bộ phận của Quân đội Nhân dân Việt Nam tại miền nam)[38][39]: về công khai do Bộ tư lệnh Các Lực lượng Vũ trang Giải phóng miền Nam Việt Nam chỉ huy; các Tư lệnh qua các thời kỳ gồm: Nguyễn Hữu Xuyến, Trần Văn Quang, Trần Văn Trà và Hoàng Văn Thái; thành lập ngày 15/2/1961

### Các đoàn thể xã hội
- Đoàn Thanh niên Nhân dân Cách mạng Việt Nam (sau đổi tên thành Đoàn Thanh niên Nhân dân Cách mạng Hồ Chí Minh)[40]: Chủ tịch là Trần Bạch Đằng; thành lập tháng 3/1962
- Hội Liên hiệp Thanh niên Giải phóng miền Nam Việt Nam[41]: Chủ tịch là Trần Bạch Đằng; thành lập ngày 24/4/1962
- Hội Liên hiệp Sinh viên - Học sinh Giải phóng miền Nam Việt Nam[42][43]: Chủ tịch là Trần Bửu Kiếm, Phó Chủ tịch là Lê Văn Thanh; thành lập ngày 9/1/1961
- Hội Liên hiệp Phụ nữ Giải phóng miền Nam Việt Nam[44][45]: Chủ tịch là Nguyễn Thị Tú, sau là Nguyễn Thị Định; thành lập ngày 8/3/1961
- Hội Nông dân Giải phóng miền Nam Việt Nam[46]: Chủ tịch là Nguyễn Hữu Thế; thành lập ngày 21/4/1961, có tài liệu ghi là ngày 20/2/1961[47]
- Hội Lao động Giải phóng miền Nam Việt Nam (sau đổi tên thành Liên hiệp Công đoàn Giải phóng miền Nam Việt Nam)[48]: Chủ tịch là Phan Văn Đáng (còn có tên khác là Phạm Xuân Thái), Phó Chủ tịch là Đặng Trần Thi; thành lập ngày 27/4/1961
- Hội Văn nghệ Giải phóng miền Nam Việt Nam[49]: Chủ tịch là Trần Hữu Trang, sau là Lưu Hữu Phước; Tổng Thư ký là Lý Văn Sâm; thành lập ngày 15/7/1961
- Hồng thập tự Giải phóng miền Nam Việt Nam[50]: Chủ tịch là Phùng Văn Cung; thành lập ngày 27/2/1961
- Hội Nhà giáo Yêu nước miền Nam Việt Nam[51]: Chủ tịch là Lê Văn Huấn; thành lập ngày 20/11/1963
- Hội Nhà báo Yêu nước và Dân chủ miền Nam Việt Nam[52]: Chủ tịch là Vũ Tùng; thành lập ngày 11/11/1961
- Phong trào Dân tộc Tự trị Tây Nguyên (còn gọi là Mặt trận Tây Nguyên Tự trị hoặc Ủy ban Dân tộc Tự trị Tây Nguyên)[53][54]: Chủ tịch là Y Bih Aleo, Phó Chủ tịch là Ông Sát; thành lập tháng 10/1960, một số tài liệu ghi là ngày 19/5/1961[55]
- Tổng hội Liên hiệp Hoa kiều Giải phóng miền Nam Việt Nam (người Hoa tại miền nam)[56][57]: Chủ nhiệm là Trương Đức, các  Phó Chủ nhiệm là Ngô Liên và Trang Dung; thành lập ngày 1/7/1950
- Hội Những người Kháng chiến cũ ở miền Nam Việt Nam: Chủ tịch là Phan Văn Đáng, Phó Chủ tịch kiêm Tổng thư ký là Trần Bạch Đằng
- Nhóm những người đấu tranh cho hòa bình thống nhất độc lập Tổ quốc Việt Nam[37]: bao gồm những binh sĩ trong quân đội Việt Nam Cộng hòa theo cách mạng; thành lập ngày 4/1/1961

### Các ủy ban đối ngoại
- Ủy ban Đoàn kết Nhân dân Á - Phi: Chủ tịch là Nguyễn Ngọc Thương
- Ủy ban Bảo vệ Hòa bình Thế giới của miền Nam Việt Nam: Chủ tịch là Phùng Văn Cung
- Ủy ban Nhân dân miền Nam Việt Nam Đoàn kết với Nhân dân Mỹ: Chủ tịch là Hồ Thu
- Ủy ban hòa bình thế giới Nam Việt Nam: Chủ tịch là Ung Ngọc Ky
- Ủy ban đoàn kết với nhân dân Mỹ Latinh: Chủ tịch là Thích Thiện Hào, Tổng thư ký là Phạm Văn Quang và Lê Văn Huấn

### Các cơ quan báo chí
- Thông tấn xã Giải phóng[58][59]: lãnh đạo là Đỗ Văn Ba (tên thật là Nguyễn Văn Hạng); thành lập ngày 12/10/1960
- Báo Giải phóng[60][61]: Chủ nhiệm là Huỳnh Tấn Phát, sau là Nguyễn Hữu Thọ; thành lập ngày 20/12/1964

### Tổ chức hợp tác ngoại vi
- Liên minh các Lực lượng Dân tộc, Dân chủ và Hòa bình Việt Nam[62]: Chủ tịch là Trịnh Đình Thảo, Tổng Thư ký là Tôn Thất Dương Kỵ; thành lập ngày 20/4/1968

### Vai trò của Đảng Nhân dân Cách mạng Việt Nam

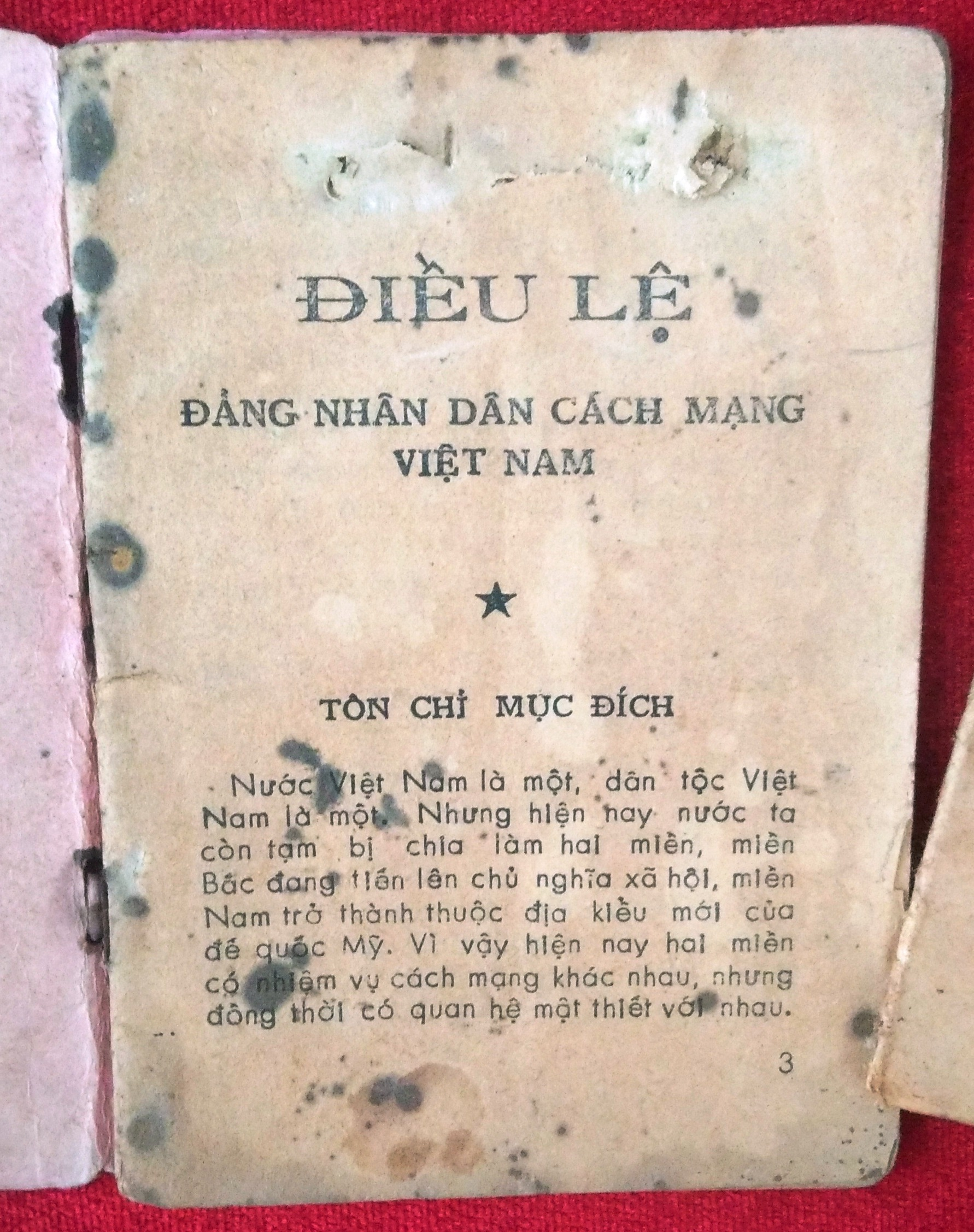
Điều lệ của Đảng Nhân dân Cách mạng Việt Nam

Trong các tổ chức tham gia Mặt trận, đảng bộ miền Nam của Đảng Lao động Việt Nam có tên công khai là Đảng Nhân dân Cách mạng Việt Nam (tuyên bố tách từ Đảng bộ miền Nam của đảng Lao động) có vai trò quan trọng nhất, "linh hồn" Mặt trận. Trong suốt quá trình tồn tại Đảng Nhân dân Cách mạng Việt Nam công khai quan hệ thân hữu với Đảng Lao động Việt Nam nhưng sau chiến tranh Đảng Cộng sản Việt Nam xác nhận nó thực chất chỉ là đảng bộ của Đảng Lao động Việt Nam ở miền Nam, do Trung ương Đảng, Khu ủy Trị Thiên (sau khi tách khỏi Khu V, trực thuộc Trung ương), Khu ủy Khu V (sau khi tách khỏi Trung ương Cục miền Nam, trực thuộc Trung ương), Trung ương cục miền Nam và các Khu ủy trực thuộc (địa bàn B2 cực nam Nam Trung Bộ và Tây Nguyên trở vào, sau khi tách Khu V về Trung ương) lãnh đạo. Điều này hoàn toàn phù hợp với quy định các lực lượng chính trị tập kết tại chỗ do Hiệp định Genève (1954) quy định.
Ngày 18/1/1962 trên sóng Đài Tiếng nói Việt Nam tuyên bố Đảng Nhân dân cách mạng đã thành lập ngày 1/1/1962, là tổ chức có lập trường chống thực dân, đế quốc và phong kiến. Tuy không đề cập trực tiếp là tổ chức cộng sản, nhưng tuyên bố ủng hộ chủ nghĩa Marx - Lenin tại miền nam Việt Nam. Trung ương Cục miền Nam và các khu ủy lãnh đạo trực tiếp, điều lệ đảng do Trung ương Đảng Lao động đề ra. Đứng đầu là bí thư Trung ương Cục, và Võ Chí Công đại diện đảng tại Mặt trận. Đảng Dân chủ trên cơ sở một phần Đảng Dân chủ năm 1944, do Trần Bửu Kiếm, Huỳnh Tấn Phát đứng đầu, và Đảng Xã hội Cấp tiến thành lập năm 1961 do Nguyễn Văn Hiếu đứng đầu, đều là đảng viên cộng sản. Theo tài liệu của Mỹ, Đảng Nhân dân Cách mạng Việt Nam có liên hệ với Trung ương Đảng ở Hà Nội, còn Đảng Dân chủ và Đảng Xã hội Cấp tiến, là đối tác của Đảng Dân chủ và Đảng Xã hội trong Mặt trận Tổ quốc Việt Nam.
Đảng Nhân dân Cách mạng theo điều lệ là đại diện giai cấp công - nông miền Nam Việt Nam.

## Lãnh đạo
Sau Đại hội Mặt trận lần I năm 1962, Ủy ban Trung ương chính thức được bầu ra như sau:
- Chủ tịch: Nguyễn Hữu Thọ
- Các Phó Chủ tịch: 
  - Y Bih Aleo (Chủ tịch Phong trào Dân tộc Tự trị Tây Nguyên)
  - Võ Chí Công (đại biểu Đảng Nhân dân Cách mạng miền Nam)
  - Phùng Văn Cung (Trưởng ban Y tế Ủy ban Trung ương)
  - Trần Nam Trung (đại biểu Quân Giải phóng miền Nam Việt Nam và các lực lượng võ trang nhân dân)
  - Đại đức Sơn Vọng[64] (phật tử Khmer)
- Tổng Thư ký: Huỳnh Tấn Phát (đồng thời là Phó Chủ tịch Mặt trận, Tổng Thư ký Đảng Dân chủ miền Nam); có tài liệu ghi rằng Nguyễn Văn Hiếu là Tổng Thư ký[63]
- Các Phó Tổng Thư ký:
  - Lê Văn Huấn
  - Ung Ngọc Ky
  - Lê Văn Quý
  - Hồ Thu
- Các Ủy viên Chủ tịch đoàn gồm:
  - Trần Bạch Đằng (Chủ tịch Hội Liên hiệp Thanh niên Giải phóng, Tổng Thư ký Hội Những người Kháng chiến cũ)
  - Nguyễn Thị Định (Ủy viên Ban Mặt trận miền Trung Nam Bộ)
  - Trần Bửu Kiếm (Chủ tịch Hội Liên hiệp Sinh viên Học sinh Giải phóng)
  - Nguyễn Hữu Thế (Chủ tịch Hội Nông dân Giải phóng)
  - Hòa thượng Thích Thiện Hào (phật tử, Hội trưởng Giáo hội Lục hòa Phật tử Việt Nam)
  - Nguyễn Văn Ngợi (Ngọc đầu sư Hội thánh Cao Đài Tiên Thiện)
  - Đặng Trần Thi (Phó Chủ tịch Hội Lao động Giải phóng)
  - Một số tài liệu ghi rằng Chủ tịch đoàn còn có Phan Văn Đáng và Lê Quang Thành[65]
- Các Ủy viên Ủy ban Trung ương gồm:
  - Nguyễn Thị Bình (Phó Chủ tịch Ủy ban Nhân dân miền Nam Đoàn kết với Nhân dân Mỹ)
  - Mã Thị Chu
  - Trương Thị Huệ
  - Huỳnh Cương (người Khmer)
  - Nguyễn Thùy Dương
  - Võ Đông Giang
  - Trần Văn Thành
  - Lê Văn Thịnh
  - Nguyễn Ngọc Hiển
  - Dương Kỳ Nam
  - Trần Thiện Vĩ (có tài liệu ghi là Phạm Thiên Vĩ)
  - Nguyễn Thạch
  - Nguyễn Văn Tứ
  - Huỳnh Đàng
  - Như Sơn
  - Ông Sát (người Thượng, Phó Chủ tịch Phong trào Các Dân tộc Tự trị Tây Nguyên)
  - Chu Phát (linh mục Công giáo)
  - Huỳnh Thiện Từ (sư thúc Hòa Hảo)
  - Võ Văn Môn (trung tá, cựu Quân đội Bình Xuyên)
  - Nguyễn Văn Tiến
  - Đặng Quang Minh
  - Tú Võ Oanh
  - Nguyễn Văn Trí
  - Lê Thị Riêng
  - Joseph Marie Hồ Huệ Bá (tín đồ Công giáo, Chủ tịch Hội Những người Công giáo kính Chúa Yêu nước)
  - Thích Hương Từ (phật tử)
  - Nguyễn Ngọc Thưởng (Phó Tổng Thư ký Đảng Xã hội Cấp tiến miền Nam)
  - Eo Senthep (?)
  - Vê Văn Thả
  - Lưu Hữu Phước
  - Nguyễn Minh Phương
  - Nguyễn Văn Hiếu
  - Vũ Tùng (Chủ tịch Hội Nhà báo Yêu nước)
  - Trần Hữu Trung
  - Nguyễn Tiến

Một số tài liệu của Mỹ và Việt Nam Cộng hòa thì rằng một số ủy viên trung ương khác còn có:
- Thân Mé Thế Nhơn (còn gọi là Thôm Mê Thế Nhơn hoặc Thơm Mê Thế Nhêm, phật tử Khmer)
- Nguyễn Văn Tiểu
- Thích Hưng Từ (phật tử)
- Lê Văn Thả

## Mối quan hệ với Đảng Lao động Việt Nam
Trong Chiến tranh Việt Nam từ 1954 đến 1975 thì vấn đề pháp lý của bên cách mạng khá phức tạp. Năm 1960 Đại hội III đề ra đường lối cho cách mạng miền Nam công khai với thế giới chủ trương thành lập một Mặt trận ở miền Nam. Tuy nhiên khi thành lập Mặt trận, thì không công khai rộng rãi sự liên hệ với Đại hội III của đảng, tức hiểu là người miền Nam tự tổ chức. Sau đó về công khai đảng bộ miền Nam tách ra về tổ chức và tham gia vào Mặt trận. Quân Giải phóng do Đảng thành lập cũng là thành viên của Mặt trận. Đến năm 1969 khi miền nam có chính thể mới, thì vấn đề pháp lý cũng thay đổi, mối quan hệ của Mặt trận với miền Bắc cũng có sự thay đổi. Tuy nhiên Đảng Lao động công khai về Trung ương Cục miền Nam như đại diện của Đảng tại miền Nam. Đến năm 1973 theo quan điểm của bên cách mạng, Hội nghị Paris lập lại hòa bình công nhận miền Nam có hai chính quyền, hai quân đội và ba lực lượng chính trị, tức thừa nhận miền Nam không có Quân đội nhân dân mà chỉ có Quân giải phóng, và các lực lượng từ ngoài Bắc đã vào sẽ thuộc biên chế của Quân Giải phóng (phía cách mạng từ trước chỉ gọi quân đội tham chiến ở miền Nam là Quân giải phóng).
Trên thực tế thì ở miền Nam, về mặt công khai Mặt trận, chính quyền và các đoàn thể là độc lập với miền Bắc. Riêng Đảng Nhân dân Cách mạng, tuy là tổ chức riêng với Đảng Lao động nhưng lại không có văn bản nào nói rõ là nó có tính độc lập với Đảng Lao động, bên phía cách mạng vẫn cho biết nó có mối liên hệ chặt chẽ với Đảng Lao động. Do đó Quân giải phóng do Đảng Nhân dân Cách mạng lãnh đạo vẫn chịu sự chỉ đạo của Đảng Lao động. Về mặt công khai phía cách mạng tách bạch vai trò chỉ đạo chính trị và vai trò chỉ đạo quân sự. Chỉ đạo chính trị là Mặt trận và Chính phủ cách mạng lâm thời, chỉ đạo quân sự (dưới chỉ đạo chính trị) là Đảng Nhân dân cách mạng và Đảng Lao động, mà trực tiếp là Bộ chỉ huy (Bộ Tư lệnh) Quân giải phóng. Đảng Lao động về công khai chỉ có vai trò chỉ đạo phối hợp về quân sự. Về mối quan hệ với Quân đội nhân dân, thì Quân giải phóng xem mình là em của Quân đội nhân dân, và công khai với đối phương là không chỉ chấp hành mệnh lệnh của Mặt trận và Chính phủ cách mạng, mà phổ biến cả đường lối của Đảng Lao động và Bộ Tổng tư lệnh ngoài Bắc. Sau năm 1975 nhà nước Việt Nam chính thức công khai đảng Nhân dân cách mạng là đảng bộ miền Nam của đảng Lao động, Quân giải phóng miền Nam là bộ phận của Quân đội nhân dân, và khẳng định vai trò lãnh đạo toàn diện của đảng Lao động cả về mặt chính trị và mặt quân sự đối với cách mạng (bao gồm cả sự lãnh đạo với Mặt trận và Chính phủ cách mạng lâm thời), và sau đó chỉ có sự hợp nhất về mặt pháp lý của các đoàn thể và bộ máy nhà nước.
Trong suốt chiến tranh Việt Nam, Đảng Nhân dân Cách mạng Việt Nam luôn tuyên bố công khai rõ ràng rằng họ là một đảng cộng sản ở miền Nam, là tiên phong lãnh đạo Quân giải phóng Miền Nam thông qua Bộ Tư lệnh các lực lượng vũ trang miền Nam Việt nam, thành viên chủ chốt của Mặt trận cùng chung mục đích với Đảng Lao động Việt Nam là thống nhất đất nước, mang lại hòa bình cho Việt Nam, bảo vệ độc lập và dân chủ trong cả nước. Theo tài liệu Mỹ có được lúc đó quan hệ với đảng Lao động trên tình huynh đệ cộng sản. Tuy nhiên Đảng Lao động công khai cử đại diện tham gia Trung ương Cục Miền Nam, là bộ phận đặt ở phía nam của Trung ương Đảng Lao động (Hiệp định Geneve không bắt buộc việc tập kết về chính trị). Tuy nhiên, thực chất Đảng Nhân dân Cách mạng Việt Nam là sự đại diện công khai tại miền Nam của Đảng Lao động Việt Nam nhằm thực hiện cuộc nổi dậy chống lại chính quyền Sài Gòn. Trong Điếu văn của Ban Chấp hành Trung ương Đảng Lao động Việt Nam do Tổng Bí thư Lê Duẩn đọc tại lễ truy điệu Hồ Chí Minh vẫn khẳng định vai trò của Đảng Lao động đối với phong trào cách mạng miền Nam. Theo Đề cương Cách mạng miền Nam, tháng 8/1956, Đảng Lao động Việt Nam khẳng định: "Phong trào cách mạng miền Nam là một bộ phận của phong trào cách mạng cả nước. Đẩy mạnh cách mạng miền Nam là thực hiện một trong ba nhiệm vụ chiến lược của cách mạng cả nước. Cuộc đấu tranh cách mạng ở miền Nam và công cuộc cách mạng ở miền Bắc cùng nhằm mục đích chung là giữ gìn hòa bình, thực hiện thống nhất, hoàn thành độc lập, dân chủ trong cả nước" hay nói cách khác là Đảng lao động Việt Nam và Đảng Nhân dân Cách mạng Việt Nam có chung mục đích, lý tưởng.
Theo tài liệu của Mỹ, Trung ương Cục Miền Nam là Ban Chấp hành Trung ương của Đảng Nhân dân cách mạng Việt Nam, nhưng năm 1969 khi thành lập Cộng hòa Miền Nam Việt Nam, Trung ương Cục Miền Nam lại là đại diện của Đảng Lao động Việt Nam (được hiểu như có trụ sở tại Miền Bắc) tại miền Nam Việt Nam, và độc lập với Ban chấp hành Trung ương Đảng Nhân dân cách mạng).
Theo nhận định của Mỹ dựa vào các tin tình báo, giới lãnh đạo cộng sản tại miền Bắc đứng đằng sau hỗ trợ sự hình thành Mặt trận và các cuộc nổi dậy ở miền Nam. Họ hỗ trợ Mặt trận đề ra chiến lược quân sự lẫn chính trị cho các nhà lãnh đạo Mặt trận tại miền Nam. Tuy nhiên, phía Mỹ và Việt Nam Cộng hoà vẫn không nắm rõ sự tác động của Miền Bắc đến mức nào giai đoạn trước năm 1959 do Việt Minh chủ trương đấu tranh chính trị và công khai ủng hộ đường lối đấu tranh chính trị kết hợp đấu tranh vũ trang từ năm 1959.
Theo Xã luận báo Nhân dân ngày 3 Tháng Hai 1968 nhân thành lập Đảng vẫn viết "Miền Nam, tiền tuyến, dưới sự lãnh đạo của Mặt trận dân tộc giải phóng", "những chiến công lừng lẫy của đồng bào và chiến sĩ miền Nam sẽ được ghi vào cuốn sử vàng của dân tộc Việt Nam ta và của Đảng ta" và kêu gọi các đảng viên "chúng ta hãy góp phần to lớn nhất của mình vào cuộc chiến đấu chung của toàn quân và toàn dân đánh thắng hoàn toàn giặc Mỹ xâm lược giải phóng miền Nam, bảo vệ miền Bắc, tiến tới thống nhất nước nhà..." cho thấy Mặt trận lãnh đạo nhưng cũng khẳng định vai trò của Đảng Lao động Việt Nam với cách mạng miền Nam.

### Về chiến lược
Theo nhận định của Mỹ, Mặt trận tuyên truyền tranh thủ thành phần dân chúng bất mãn, và thành lập lực lượng "Phong trào giải phóng nhân dân Việt Nam", một đơn vị quân sự bao gồm các cựu chiến binh Cao Đài, Hòa Hảo, Bình Xuyên, tù nhân chính trị chạy thoát, và các cán bộ cộng sản (1957). Một ví dụ sau này là "Hội Phật giáo Việt Nam-Campuchia", một trong các tổ chức tuyên truyền cho khẩu hiệu "Hòa bình và Hòa Hợp dân tộc." Trên thực tế, đối tượng tham gia và ủng hộ Mặt trận còn bao gồm những người ủng hộ tiến trình thống nhất đất nước, không có thiện cảm với cuộc chiến xâm lược của Mỹ tại Việt Nam cũng như phản đối sự đàn áp của chính quyền Sài Gòn.
Theo nhận định của Mỹ, trước năm 1959, Việt Nam Dân chủ Cộng hòa bị giằng xé giữa chính sách thân Liên Xô "cùng tồn tại hòa bình", và chính sách thân Trung Quốc cổ vũ cho cho bạo lực cách mạng vô sản cho dù Trung Quốc không thích viện trợ nhiều cho Việt Nam. Tuy nhiên, về chiến lược và hành động trên thực tế, Việt Nam hoàn toàn độc lập với Liên Xô và Trung Quốc. Chủ trương của Việt Nam Dân chủ Cộng hòa là đấu tranh bằng sức mạnh của chính mình, kết hợp kêu gọi sự ủng hộ của các nước Xã hội chủ nghĩa, cư xử khéo léo để dung hòa mối quan hệ với Liên Xô và Trung Quốc. Về kinh tế, miền Bắc cũng đạt được thành tích về kinh tế từ 1959, nhất là công nghiệp.
Đến năm 1959, sau khi chiến lược đấu tranh chính trị không có tác dụng, các cơ sở cách mạng bị chính quyền Ngô Đình Diệm đàn áp mạnh mẽ và nguy cơ bị xóa sổ, lực lượng Cộng sản ở cả hai miền tiến hành thay đổi chiến lược, chuyển từ chỉ đấu tranh chính trị sang kết hợp đấu tranh chính trị với đấu tranh vũ trang. Nghị quyết 15 năm 1959 và Nghị quyết đại hội Đảng III, Đảng Lao động công khai hỗ trợ cho cuộc chiến ở Miền Nam.
Trong suốt thời gian chiến tranh Miền Bắc luôn khẳng định là chỉ chi viện toàn diện về mọi mặt để hỗ trợ Mặt trận Dân tộc Giải phóng miền Nam Việt Nam, bao gồm cả phối hợp chỉ đạo quân sự chứ không can thiệp trực tiếp vào chính sách đối nội - ngoại của Mặt trận. Sau chiến tranh, nhà nước Cộng hoà Xã hội Chủ nghĩa Việt Nam luôn khẳng định cách mạng miền Nam là một bộ phận của cách mạng cả nước, nhưng trong vài năm đầu tiên các hoạt động vũ trang do các cấp chỉ huy địa phương tự quyết định ngoài các chỉ thị từ trung ương Đảng Lao động Việt Nam tại miền Bắc.
Philippe Devillers, nhà phân tích người Pháp nhận định: những người kháng chiến buộc phải hành động, cho dù có sự hỗ trợ từ Hà Nội hay không, bởi các đồng đội của họ bị bắt, bị bỏ tù và bị tra tấn. Ông này cũng công bố tài liệu của Nambo Veterans of the Resistance Association, tháng 3/1960, Mặt trận tuyên bố kêu gọi "đấu tranh" để "giải phóng mình khỏi sự phục tùng Mỹ, loại bỏ tất cả các căn cứ của Mỹ ở miền Nam Việt Nam, trục xuất các cố vấn quân sự Mỹ..." và kết thúc "chế độ thực dân và chế độ độc tài của nhà Ngô". Ông cũng nhận định "chính quyền Sài Gòn cuối cùng đã phá hủy sự tin tưởng của người dân, mà nó đã giành được trong những năm đầu, và thực tế đã đưa họ vào cuộc nổi loạn và tuyệt vọng". Arthur Schlesinger, Jr. cũng có nhận định tương tự.
Ủy ban giám sát thi hành Hiệp định lại không thể kiểm tra hết các cơ sở để khẳng định khả năng hai bên sử dụng vũ lực. Năm 1959 và 1961 Ủy ban này đã công bố rằng Hoa Kỳ và Việt Nam Cộng hòa đã trắng trợn vi phạm các quy định kiểm soát vũ khí của Hiệp định Genève, cho dù lưu ý vấn đề lật đổ ở miền Nam Việt Nam.
Chính phủ Hoa Kỳ, trong sách trắng về Việt Nam năm 1961 và 1965, đã cho rằng sự nổi dậy ở miền Nam là hành vi "xâm lược" của Hà Nội mặc dù khái niệm xâm lược không thể được áp dụng ở một đất nước không bị chia cắt (Hiệp định Geneve quy định giới tuyến quân sự tạm thời chứ không được coi là biên giới quốc gia), tổ chức Mặt trận Dân tộc Giải phóng miền Nam Việt Nam luôn là công cụ của Việt Nam Dân chủ Cộng hoà. Đối phương đáp lại các cuộc nổi dậy bắt đầu như là một cuộc nổi loạn chống lại chính phủ áp bức của Ngô Đình Diệm, và chỉ từ cuối năm 1960, khi Hoa Kỳ sẽ cam kết nguồn lực lớn để giúp chính phủ Diệm trong cuộc chiến của mình, Việt Nam Dân chủ Cộng hoà thúc đẩy cuộc chiến với khẩu hiệu giải phóng miền Nam Việt Nam khỏi sự xâm lược của Mỹ.

### Về tổ chức
Theo nhận định của Mỹ, cơ cấu chỉ huy của Đảng cộng sản khá phức tạp với một loạt các hội đồng, ủy ban, ban lãnh đạo lồng vào nhau. Tất cả đều được kiểm soát bởi Ủy ban Trung ương Đảng Lao động Việt Nam Hà Nội. Cấu trúc tổ chức chồng chéo, trùng lặp và dư thừa để tạo tính đàn hồi, và cũng để tăng tính linh hoạt, có thể điều chỉnh để tách rời hay loại trừ giữa các thành viên trong tổ chức.
Tổng thể cấu trúc Đảng cộng sản tại miền Nam theo phía Mỹ gồm 3 thành phần:
- Đảng Nhân dân Cách mạng Việt Nam: trực tiếp và công khai chỉ đạo phong trào chống Mỹ và chính quyền Sài Gòn tại miền Nam. Trung ương Cục miền Nam là bộ phận của Đảng Lao động Việt Nam tại miền Nam bao gồm một số hoạt động công khai là một ủy ban điều hành của Đảng Nhân dân Cách mạng Việt Nam, với đội ngũ nhân viên có liên quan để phối hợp các nỗ lực chiến tranh. Đảng Lao động Việt Nam thực hiện việc chỉ đạo công cuộc chống Mỹ tại miền Nam thông qua liên lạc với cấp lãnh đạo tại Văn phòng Trung ương Cục Miền Nam và các Khu ủy trực thuộc Trung ương. Tất cả các quyết định chỉ đạo của Đảng Lao động Việt Nam đều bí mật, chỉ công khai trong đội ngũ những người cách mạng, các đảng anh em. Các chính sách liên quan đến xã hội chủ nghĩa chỉ được phổ biến trong đảng viên và quần chúng theo cách mạng, chứ không công khai bên ngoài. Sự lãnh đạo của Trung ương Cục miền Nam với Mặt trận Dân tộc Giải phóng miền Nam Việt Nam cũng bí mật để tạo ra một tổ chức hoàn toàn độc lập chính sách của Việt Nam Dân chủ Cộng hòa.[21]
- Mặt trận Dân tộc Giải phóng miền Nam Việt Nam là tập hợp của các nhóm chống Diệm và những người thừa kế, có cảm tình với Việt Minh. Vài nhóm thuộc Đảng Nhân dân Cách mạng Việt Nam, một số không thuộc, hay có sự liên kết lỏng lẻo hoặc cảm tình. Mặt trận Dân tộc Giải phóng miền Nam Việt Nam là vỏ bọc chính trị và tập hợp lực lượng rộng rãi cho sự lãnh đạo của Đảng Lao động Việt Nam thông qua Đảng Nhân dân Cách mạng Việt Nam đối với toàn bộ phong trào cách mạng tại miền Nam Việt Nam. Mặt trận thành lập còn để bảo đảm tính pháp lý cho cuộc chiến ở miền Nam và thu hút những thành phần xã hội không thuộc Đảng cộng sản nhưng có chung mục tiêu là chống Mỹ, thực hiện thống nhất đất nước. Về phía Đảng Lao động Việt Nam, họ gọi đây là chiến lược "Tuy hai mà một, tuy một mà hai". Theo đó, "hai về mặt pháp lý; một về mặt chính trị, đường lối, lý tưởng, sách lược và hành động". Ho cho rằng điều này là phù hợp với thực tế là Việt Nam vẫn là một nước thống nhất, chỉ tạm thời bị chia cắt thành hai vùng tạp kết quân sự và Hiệp định Geneve không cấm việc Đảng Lao Động Việt Nam có cơ sở ở miền Nam.[71] Đối với mặt quân sự, quân đội dưới sự lãnh đạo chính trị của Đảng Nhân dân Cách mạng Việt Nam còn Chính phủ Cách mạng lâm thời lãnh đạo về mặt chiến đấu.
- Quân giải phóng miền Nam Việt Nam bao gồm lực lượng tình nguyện ngoài Bắc vào và lực lượng được tuyển mộ tại chỗ do Trung ương Cục nhận chỉ đạo từ Tổng quân ủy. Bên cạnh một ban lãnh đạo còn có các thành viên Đảng Nhân dân Cách mạng Việt Nam giữ vị trí chỉ huy quan trọng nhất trong quân đội, và giám sát hoạt động tất cả các nhóm khác đến cấp thôn, bản. Quân giải phóng miền Nam Việt Nam có binh sỹ xuất thân từ cả hai miền đất nước, tất cả cùng sinh hoạt và chiến đấu, không hề có sự phân biệt Nam - Bắc. Phía Mỹ thường cho rằng lực lượng chính quy là của miền Bắc, còn lực lượng địa phương, du kích là của miền Nam. Quan điểm này được viết nhiều trong sách vở nghiên cứu của Mỹ. Sau khi Cộng hòa miền Nam Việt Nam thống nhất với Việt Nam Dân chủ Cộng hòa thành Cộng hòa Xã hội chủ nghĩa Việt Nam, lực lượng này hợp nhất với Quân đội nhân dân Việt Nam.

Đảng Lao động Việt Nam chia chiến trường miền Nam thành 5 khu vực B-5 - Quảng Trị (giáp vĩ tuyến 17), B4- Bình Trị Thiên - Huế, B3 - Tây Nguyên, B1 - Quân khu 5, gồm các tỉnh Quảng - Đà (nay thuộc các tỉnh Quảng Nam, Đà Nẵng, Bình Định, Phú Yên, Khánh Hòa), B2 - Nam Bộ (từ cực Nam của Nam Trung bộ và Tây Nguyên vào - tương ứng từ Quảng Đức, Tuyên Đức và Ninh Thuận, gồm Khu VI, VII, VIII, IX, X, Sài Gòn - Gia Định), có sự thay đổi ranh giới và phân chia theo thời gian. Bộ Tư lệnh các Lực lượng Vũ trang Giải phóng chỉ huy toàn bộ quân Giải phóng trên toàn miền Nam. Bộ Tổng tư lệnh Quân đội Nhân dân Việt Nam tại Hà Nội giám sát tất cả nhưng trực tiếp phụ trách các khu Quảng Trị, Trị Thiên, Khu V và Tây Nguyên. Về mặt chính trị, phân vùng có khác, Khu ủy Trị Thiên và Khu ủy Khu V (địa bàn rộng hơn Khu V về quân sự) nhận chỉ thị trực tiếp từ Trung ương Đảng Lao động Việt Nam chứ không phải từ Trung ương Cục miền Nam. Tại mỗi Khu, Khu ủy thực hiện chỉ đạo đối với lực lượng vũ trang địa phương trên địa bàn Khu. Ban Thống nhất thuộc Ban Chấp hành Trung ương Đảng Lao động Việt Nam điều phối các vấn đề phức tạp.
Theo nhận định của Mỹ, Trung ương Cục miền Nam có vai trò nổi bật trong việc giám sát lực lượng vũ trang tại Nam Bộ (B2). Trên danh nghĩa, Quân Giải phóng là một phần của một phong trào dân tộc giải phóng. Theo nhận định của Mỹ, trong thực tế nó đã được kiểm soát bởi Trung ương Cục Miền Nam, mà lần lượt được kiểm soát bởi Đảng Lao động. Quân đội Nhân dân Việt Nam khi vào các địa bàn này cũng chịu sự chỉ đạo của Bộ Tổng Tư lệnh Quân đội Nhân dân Việt Nam và Trung ương Cục, Quân ủy và Bộ Tư lệnh Miền.
Theo định nghĩa thông thường của Mỹ, Quân giải phóng để chỉ Quân đội thuộc phía cách mạng ở địa bàn B2. Nhưng cũng có định nghĩa khác. Sự phân biệt của phía Mỹ có tính chất chiến lược trong quân sự chứ không vì các mục đích thuần túy chính trị. Thực chất tất cả lực lượng vũ trang do Ban Chấp hành Trung ương và Bộ Chính trị, Quân ủy Trung ương chỉ đạo, trực tiếp là các Khu ủy và Quân ủy từng quân khu hay Trung ương cục Miền Nam và Quân ủy Miền, Khu. Các tổ chức khác của Mặt trận đều do Trung ương Đảng lãnh đạo và đều tôn vinh Hồ Chí Minh làm lãnh tụ, dù cơ cấu tổ chức và tuyên bố bên ngoài độc lập với hệ thống chính trị Việt Nam Dân chủ cộng hòa .
Trên thực tế cơ cấu tổ chức của phía cách mạng phức tạp và biến chuyển hơn các tin tức từ phía đối phương khai thác được. Tựu trung, để tạo cho lực lượng cách mạng ở miền Nam một vị thế chính trị độc lập với vị thế của Việt Nam Dân chủ Cộng hòa, nâng cao vị thế của họ trên bình diện quốc tế, có lợi cho cách mạng, nhất là trong thu hút lực lượng, tranh thủ ủng hộ quốc tế, và trên bàn đàm phán, tránh mang tiếng Miền Bắc "xâm lược"... nên cơ cấu tổ chức của lực lượng cách mạng ở miền Nam độc lập với các thiết chế ở miền Bắc, bao gồm cả Đảng, Mặt trận, chính quyền, quân đội,... Sau 30/4/1975 mới công khai đảng Nhân dân Cách mạng là bộ phận của Đảng Lao động, Quân Giải phóng miền Nam Việt Nam là bộ phận của Quân đội Nhân dân Việt Nam. Riêng Mặt trận Dân tộc Giải phóng miền Nam Việt Nam và chính quyền Cộng hòa Miền Nam Việt Nam thì sáp nhập với Mặt trận Tổ quốc Việt Nam và Việt Nam Dân chủ Cộng hòa sau các hội nghị hiệp thương, bầu cử và đại hội thống nhất.

### Về lãnh đạo
Trong thời gian đầu, chính quyền Việt Nam Dân chủ Cộng hòa công nhận Chính phủ Cách mạng lâm thời Cộng hòa miền Nam Việt Nam, và không công nhận chính phủ Việt Nam Cộng hòa. Các cuộc đấu tranh ở Miền Nam giai đoạn này Việt Nam Dân chủ Cộng hòa cơ bản không kiểm soát được hoàn toàn, mà do các đảng bộ miền Nam tự chỉ đạo, có khi vượt ngoài chỉ đạo của Trung ương. Sau Hội nghị Trung ương 15 và sau này ra đời Mặt trận, Việt Nam Dân chủ Cộng hòa không công nhận Việt Nam Cộng hòa và công khai ủng hộ cho phía cách mạng Miền Nam.
Trong thời gian đầu khi lực lượng chống Mỹ ở miền Nam còn yếu, Việt Nam Dân chủ Cộng hòa chỉ ủng hộ về mặt chính với phong trào cách mạng ở miền Nam, nhưng sau thì Mỹ và chính quyền Sài Gòn sử dụng vũ lực để đàn áp phong trào Cách mạng, miền Bắc bắt đầu ủng hộ phong trào cách mạng ở miền Nam nổi dậy vũ trang bằng việc chi viện qua đường mòn Hồ Chí Minh. Tuy nhiên ngoài tham gia giúp đỡ về mặt quân sự để hoàn thành mục tiêu chung, miền Bắc không thừa nhận chỉ đạo về đường lối chính sách đối ngoại đối nội của phái Mặt trận, tạo uy thế có tính độc lập trong chính sách của phía Mặt trận, nhằm thu hút thêm quần chúng ủng hộ cách mạng, phân hóa kẻ thù, và tạo thêm sự ủng hộ từ các lực lượng chính trị khác trong và ngoài nước, nhất là các nước nằm ngoài phe xã hội chủ nghĩa. Về phía đối phương, họ lúc thì khẳng định Mặt trận là do Việt Nam Dân chủ Cộng hòa thành lập để phản đối "Miền Bắc xâm lược", nhưng nhiều khi họ luôn khai thác sự đa dạng về mặt chính trị, ý thức hệ của các thành phần tham gia Mặt trận cùng vẻ ngoài độc lập của Mặt trận nhằm lôi cuốn các thành phần chính trị phi cộng sản từ bỏ sự hợp tác với người cộng sản.
Về hợp nhất Mặt trận, các đoàn thể và chính quyền là mang tính nguyên tắc trên cơ sở pháp lý. Sau 30/4/1975, trên thực tế tồn tại hai chính quyền có lãnh thổ riêng và chính sách riêng, nhưng lúc này Đảng Lao động công khai chỉ đạo cả Chính phủ Cách mạng Lâm thời. Trong thời gian còn chiến tranh thì các chỉ đạo chính sách với Mặt trận và Chính phủ Cách mạng là mang tính bí mật, đôi khi Việt Nam Dân chủ Cộng hòa và Chính phủ Cách mạng Lâm thời có tuyên bố không giống nhau thể hiện sách lược của đảng. Do Chính phủ khi đặt trụ ở tại Tây Ninh hay Campuchia, hay Quảng Trị, hay phần lớn thành viên ở ngoài Bắc, do đó các chỉ thị từ Trung ương Đảng là trực tiếp hay thông qua Trung ương Cục Miền Nam. Các lãnh đạo Mặt trận và chính quyền là đảng viên công khai hay bí mật nhiều lần tham gia vào các cuộc họp ra quyết định của Đảng liên quan công tác của họ.
Đối phương thường cho rằng Mặt trận không có thực quyền, mà thực quyền thuộc Việt Nam Dân chủ Cộng hòa cũng không chuẩn xác. Vì các thiết chế nhà nước Việt Nam Dân chủ Cộng hòa như Quốc hội, Chủ tịch nước, Chính phủ Việt Nam Dân chủ Cộng hòa chỉ ra các văn bản chỉ đạo trên lãnh thổ miền Bắc, và các văn bản ủng hộ cho Miền Nam chứ không có các văn bản chỉ đạo. Các văn bản chỉ đạo thuộc thiết chế của Đảng, mà Đảng được phía cách mạng định nghĩa không chỉ thuộc Miền Bắc như sau này thừa nhận. Hệ thống của Đảng trụ sở tại Hà Nội nhưng chỉ đạo xuyên suốt từ miền Bắc đến miền Nam, nhiều ủy viên Bộ Chính trị và Trung ương Đảng cũng công tác trong Nam, trong đó một bộ phận tham gia Trung ương Cục Miền Nam. Trong khi đó chính quyền Việt Nam Dân chủ Cộng hòa gồm nhiều người ngoài Đảng hay các đảng Xã hội và Dân chủ.
Đảng lãnh đạo toàn bộ (sau này được công khai), nhưng đường lối chính sách của Mặt trận có tính độc lập bề ngoài vì Mặt trận gồm nhiều thành phần, nhưng chịu chỉ đạo bí mật từ các cấp lãnh đạo Đảng theo nguyên tắc xác lập trong nội bộ Mặt trận. Các lãnh đạo của Mặt trận nhiều người không công khai là đảng viên cộng sản (trừ các vị công khai là lãnh đạo Đảng Nhân dân Cách mạng), sau này mới công khai, nhằm tạo ra một vị thế đa thành phần tranh thủ ủng hộ quốc tế, và thu hút lực lượng rộng rãi hơn, nhất là các thành phần ở đô thị, tầng lớp trên tư sản dân tộc hay trí thức, hay tín đồ và chức sắc các tôn giáo,... Điểm này rất giống với Mặt trận Việt Minh trước đây, nhiều đảng viên trong Mặt trận hoạt động danh nghĩa trí thức hay của đảng Dân chủ và đảng Xã hội.
Nhìn chung tổ chức của phía cách mạng đều do Đảng lãnh đạo toàn bộ như sau này thừa nhận, và các tin tức bóp méo có tính chất chia rẽ nội bộ đối phương khai thác thời chiến tranh và cả sau này đều không có sơ sở, như không biết Mặt trận là Cộng sản hay hai quân đội riêng độc lập nhau hay mâu thuẫn giữa Mặt trận và Việt Nam Dân chủ Cộng hòa. Mặt khác sự chỉ đạo toàn bộ này chỉ công bố sau chiến tranh, thể hiện rõ sách lược phân hóa kẻ thù, "đánh lạc hướng" và tranh thủ lực lượng của Đảng. Càng về cuối cuộc chiến thì Mặt trận càng thể hiện tư tưởng ủng hộ chủ nghĩa cộng sản của mình qua các khẩu hiệu tuyên truyền về xã hội chủ nghĩa, hay các biểu tượng Lenin, Hồ Chí Minh,...

### Về quân sự
Mặt trận Dân tộc Giải phóng miền Nam thành lập Quân giải phóng miền Nam, một lực lượng quân sự mà nòng cốt là những người từng tham gia Việt Minh đồng thời bao gồm cả một số người từng là thành viên Cao Đài, Hòa Hảo, Bình Xuyên.
Phía đối phương có khi phân chia Quân giải phóng (với Quân đội nhân dân) để chỉ lực lượng ở B2 là căn cứ vào thẩm quyền chỉ huy, vì từ B2 trở vào là do Bộ tư lệnh các lực lượng vũ trang miền Nam chỉ huy - là chỉ huy Quân giải phóng công khai khi Quân giải phóng mới thành lập. Trên thực tế, B2 là địa bàn xa, Trung ương cần một ban chỉ đạo trực tiếp nên thiết lập Trung ương Cục Miền Nam để chỉ đạo nhưng Trung ương Cục vẫn chịu sự chỉ đạo thông suốt từ Trung ương Đảng. Cơ cấu tổ chức của lực lượng cộng sản trên địa bàn này cũng khác biệt với các địa bàn do Trung ương trực tiếp chỉ đạo. Tại B2 có các thiết chế tương tự như ở Trung ương như Trung ương có Trung ương Đảng thì B2 có Trung ương Cục, Trung ương có Bộ Tổng tư lệnh, thì B2 có Bộ Tư lệnh Miền, Trung ương có quân ủy Trung ương thì B2 có quân ủy Miền... dưới nữa mới đến các Khu hay quân khu.
Theo nhận định của Mỹ, lực lượng quân chủ lực gồm từ cả ngoài Bắc vào, được trang bị vũ khí hạng nặng, tỷ lệ đảng viên cao (ở bộ binh, cấp đại đội được biên chế ít nhất 2 đảng viên), trình độ học vấn tốt nghiệp phổ thông, được huấn luyện chu đáo. Quân địa phương thường chiến đấu gần tỉnh nhà của họ, không là cần đảng viên, chỉ cần biết chữ, dù hoạt động chuyên nghiệp. Du kích hầu hết là nông dân nghèo hoạt động bán thời gian ở địa phương, tham gia xây dựng công sự, vận chuyển khí tài, đánh địch... nhận chỉ đạo của quân giải phóng ở mức độ thấp hoặc của tổ chức Mặt trận cấp xã. Đôi khi có sự thiếu hụt nhân lực phải bổ sung nhưng ít có hoán chuyển và quân chủ lực luôn bảo đảm tinh nhuệ nhất. Lính miền Bắc khi vào Nam vẫn giữ phù hiệu, dù có cá nhân độn vào lực lượng tiểu đoàn Quân giải phóng miền Nam Việt Nam. Các đơn vị từ miền Bắc di chuyển sâu hơn về phía Nam cần phối hợp nhiều hơn với Quân Giải phóng và các lực lượng tại địa phương. Về công khai tất cả các lực lượng vũ trang tại miền Nam đều do Bộ Tư lệnh các Lực lượng Vũ trang Giải phóng thuộc Mặt trận Dân tộc Giải phóng miền Nam Việt Nam chỉ huy. Việc phân chia Quân đội nhân dân Việt Nam và quân Giải phóng miền Nam cũng một phần nhằm mục đích chia rẽ, nhưng chủ yếu để có chiến thuật quân sự thích hợp, vì quân chủ lực từ miền Bắc vào được huấn luyện tốt hơn lực lượng du kích tại chỗ. Trên thực tế, nhận định sai lầm của Mỹ đã dẫn đến những thất bại trên chiến trường khi Quân Giải phóng bao gồm cả người miền Bắc và người miền Nam nên có sự ủng hộ của quần chúng nhân dân, thông thuộc địa phương hơn lính Mỹ.
Riêng tại các đô thị, do đặc trưng địa hình và dân cư đông, cho nên Quân Giải phóng không tổ chức lực lượng chính quy hay du kích, mà họ đào tạo riêng lực lượng "biệt động thành" chuyên tác chiến trong thành phố và thị xã. Họ chính là những cư dân sinh sống ngay tại đô thị, có căn cước hợp pháp và hoạt động bí mật; được đào tạo bài bản theo lối đánh vừa đặc công vừa du kích. Biệt động thành hoạt động nhờ vào dân và các cơ sở nuôi quân bí mật trong thành phố, nếu tách khỏi dân thì mạng lưới này bị xóa sổ. Tiếp viện nhân lực cho họ là các đội thanh niên xung phong đến từ ven đô và ngoại thành.
Theo nhận định của Mỹ, trong khi miền Bắc và đồng minh của họ cố gắng ngụy trang tổ chức thực sự chỉ đạo chiến tranh, điều quan trọng cần lưu ý là cả Quân Giải phóng và các chiến binh thường xuyên của quân miền Bắc đều thuộc một lực lượng. Mỗi bộ phận đều có đặc tính riêng biệt của địa phương, cách tuyển dụng, các nhiệm vụ, nhưng tựu chung họ đều được kiểm soát bởi bộ chỉ huy ở Hà Nội. Theo phía Việt Nam, đây là một phần của chiến lược "tuy hai mà một, tuy một mà hai" của họ. Chiến lược này xuất phát từ việc đất nước không bị chia cắt về chính trị hay thành hai quốc gia riêng mà chỉ bị chia cắt thành hai vùng tập kết quân sự nên chuyện lực lượng của họ tập hợp được người có xuất thân từ cả hai miền là chuyện hiển nhiên.

## Hoạt động

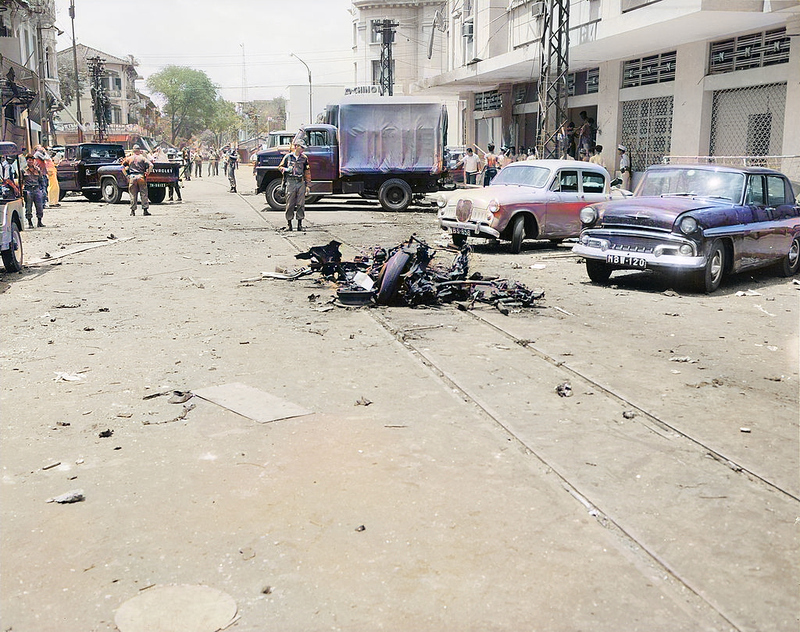
Một cuộc tấn công của Mặt trận Dân tộc Giải phóng miền Nam Việt Nam tại Sài Gòn năm 1965

Đường lối, chính sách, cương lĩnh, tuyên ngôn đưa ra của Mặt trận trong thời gian chiến tranh luôn có sự thay đổi tùy theo tình hình, miễn có lợi cho phía Cách mạng. Tuy nhiên nhìn chung không thừa nhận chính quyền Sài Gòn là chính quyền hợp pháp, và chính thể Việt Nam Cộng hòa là chính thể độc lập. Quan điểm của Mặt trận là Miền Nam chưa có độc lập, chính thể và chính quyền Việt Nam Cộng hòa chỉ là bù nhìn tay sai cho Mỹ, còn Mỹ là kẻ đi xâm lược, thi hành chính sách thực dân mới.
Mặt trận luôn cho rằng miền Nam chưa có độc lập, nên gọi đó là cuộc chiến tranh giải phóng. Việt Nam dân chủ cộng hòa và sau này thì Nhà nước lại hay dùng từ Kháng chiến chống Mỹ, để khẳng định Việt Nam đã độc lập từ 1945, và chống các kẻ thù xâm lược một nước đã có chủ quyền, hay dùng từ cách mạng dân tộc dân chủ, hay cách mạng tư sản dân quyền, để chỉ một giai đoạn trong chính sách của Đảng cộng sản. Giai đoạn cách mạng tiếp theo là cách mạng xã hội chủ nghĩa. Đây là cách dùng từ theo quan điểm hai giai đoạn cách mạng của Lenin rút ra từ thực tiễn đấu tranh giành chính quyền tại Nga.
Đường lối của họ là chống Mỹ, và trong một số hoàn cảnh chấp thuận thương lượng với phía chính quyền Việt Nam Cộng hòa, tùy thuộc chính quyền đó do ai lãnh đạo, và hoàn cảnh cụ thể. Mặt trận còn chủ trương chống chính phủ Việt Nam Cộng hòa mà theo họ là chế độ độc tài, đòi thi hành dân sinh dân chủ, bao gồm cả cải cách ruộng đất, xây dựng Miền Nam là một chính thể tự do dân chủ và đi đến hiệp thương với miền Bắc thống nhất nước nhà. Mặt trận thông qua nhiều tổ chức khác do họ điều khiển, tổ chức biểu tình chống chính quyền Việt Nam Cộng hòa, tuyên truyền kêu gọi "Hòa bình và Hòa giải dân tộc" để thu hút quần chúng, cô lập và phân hoá đối phương.
Mặt trận còn chủ trương cho Tây Nguyên tự trị và kết nạp tổ chức Phong trào Các Dân tộc Tự Trị Tây Nguyên. Tuy nhiên sau chiến tranh chủ trương này không được thực hiện, vì đất nước đã thống nhất rồi thì không thể chia sẻ thành các lãnh thổ tự trị nữa.
Các vấn đề liên quan đến Chủ nghĩa Cộng sản hay Chủ nghĩa Xã hội không được nhắc đến trong Cương lĩnh Mặt trận tương tự Việt Minh trước đây. Các khái niệm "chuyên chính vô sản", "quốc hữu hóa", "tập thể hóa", nhà nước của giai cấp công nhân không được phổ biến công khai và rộng rãi. Tuy nhiên đối phương luôn khẳng định Mặt trận là cộng sản, vì trong thành phần Mặt trận, Đảng Nhân dân cách mạng theo chủ nghĩa Marx-Lenin là lực lượng nòng cốt. Ngoài ra do các nguồn tin khác nhau họ biết sự chỉ đạo từ Đảng Lao động Việt Nam ở miền Bắc đối với Mặt trận.

## Lãnh thổ
Mỹ ước tính vào giữa 1962, miền Nam Việt Nam có khoảng 2.500 làng nông thôn, chiếm khoảng 85% tổng dân số. Mặt trận Giải phóng kiểm soát hiệu quả 20% số làng, ước tính 9% dân số nông thôn, tổng diện tích những ngôi làng này bao phủ một tỷ lệ lớn hơn nhiều ở vùng nông thôn. Ngược lại, chế độ Việt Nam Cộng hòa kiểm soát có hiệu quả khoảng 47% dân cư nông thôn và 33% số làng, phần lớn nằm ở vùng ven của các thành phố lớn, thị xã và các khu vực dân cư đông đúc hơn dọc theo các đường chính. Trong 53% vùng nông thôn và 67% dân cư nông thôn còn lại, không phải là Chính phủ Việt Nam Cộng hòa cũng không phải là Mặt trận Giải phóng kiểm soát có hiệu quả, mặc dù Chính phủ Việt Nam Cộng hòa ảnh hưởng dường như lớn hơn trong hầu hết những ngôi làng này. Tuy nhiên, do sự yếu kém của Việt Nam Cộng hòa (đặc biệt là sau cuộc đảo chính năm 1963), tỷ lệ kiểm soát của Mặt trận Giải phóng tăng lên nhanh chóng. Theo tài liệu của Mỹ, tới năm 1965, Mặt trận Dân tộc Giải phóng đã kiểm soát lên đến 50% vùng nông thôn ở miền Nam Việt Nam.
Theo tài liệu phía cách mạng, năm 1962 phía cách mạng kiểm soát 76% lãnh thổ và 50% dân số toàn miền Nam. Từ 1964 đến 1965, vùng do Mặt trận kiểm soát chiếm 3/4 diện tích và 2/3 dân số miền Nam . Năm 1968, Mặt trận đã quản lý 10 triệu trong tổng số 14 triệu người miền Nam, trong đó "4 triệu sống trong vùng giải phóng và ít nhất 6 triệu rưỡi người nữa thuộc quyền cai trị bí mật của Mặt trận trong các vùng danh nghĩa là của Mỹ và Sài Gòn kiểm soát".

## Quan hệ với Việt Nam Dân chủ Cộng hòa
Việt Nam Dân chủ Cộng hòa là một chính thể lãnh đạo thực tế miền Bắc Việt Nam từ 1954, nhưng tuyên bố chủ quyền hợp pháp đối với toàn thể lãnh thổ Việt Nam. Điều này được ghi nhận trong Lời nói đầu và Điều 1 Hiến pháp năm 1959. Đồng thời, Hiệp định Gevene (1954) và Hiệp định Paris (1973) đều quy định giới tuyến quân sự tạm thời tại vỹ tuyến 17 không được coi là biên giới quốc gia, do đó chủ quyền của Việt Nam Dân chủ Cộng hòa không bị giới hạn ở vỹ tuyến 17. Bên cạnh đó, việc Việt Nam Dân chủ Cộng hòa tổ chức thành công cuộc Tổng tuyển cử năm 1946 trên phạm vi cả nước đã cho thấy tính chính danh của nhà nước Việt Nam Dân chủ Cộng hòa và chủ quyền của Việt Nam Dân chủ Cộng hòa không bị giới hạn ở miền bắc.
Trong suốt những năm 1954-1975, Việt Nam Dân chủ Cộng hòa không hề thừa nhận Việt Nam Cộng hòa là một chính thể hợp pháp ở miền Nam Việt Nam mà luôn coi là thực thể kế thừa các nghĩa vụ của Liên hiệp Pháp tại Việt Nam sau năm 1954, trong đó có nghĩa vụ tổ chức Tổng tuyển cử để thành lập chính phủ hòa hợp dân tộc tại Việt Nam. Sau khi Hiệp định Paris được tổ chức, Việt Nam Dân chủ Cộng hòa tiếp tục không công nhận Việt Nam Cộng hòa mà coi Chính phủ Cách mạng lâm thời Cộng hòa miền Nam Việt Nam là người đại diện hợp pháp của nhân dân miền Nam. Trong những năm 1954-1959, Việt Nam Dân chủ Cộng hòa liên tục đề nghị Việt Nam Cộng hòa thực hiện trách nhiệm tổ chức Tổng tuyển cử đồng thời đưa ra các bằng chứng về việc Việt Nam Cộng hòa không tuân thủ Hiệp định Genève, đàn áp những người yêu nước và đấu tranh hòa bình ở miền Nam để thống nhất đất nước. Do lập trường như vậy nên đến năm 1959, sau khi thấy khả năng không thể thống nhất trong hòa bình, lãnh đạo Đảng Lao động Việt Nam ngầm ủng hộ cho khởi nghĩa ở Miền Nam thì mới công bố Hiến pháp mới tiếp tục khẳng định Việt Nam là một nước không thể chia cắt và Việt Nam Dân chủ Cộng hòa là chính thể có địa vị hợp pháp, chủ quyền hợp pháp toàn Việt Nam bằng cách viện dẫn Cách mạng Tháng Tám, bầu cử Quốc hội năm 1946 và Hiến pháp 1946 mà Hiến pháp 1959 là kế thừa.
Nghị quyết Quốc hội khóa I kỳ 11 ngày 31-12-1959 (khi đó vẫn có các đại biểu Miền Nam được bầu năm 1946 đủ tư cách) - khi đó vẫn xem là Quốc hội Việt Nam thống nhất - khẳng định "Nước Việt Nam là một, dân tộc Việt Nam là một. Quốc hội nước Việt Nam Dân chủ Cộng hòa tiêu biểu cho tính chất thống nhất của nước ta và tiêu biểu cho ý chí tranh đấu của nhân dân cả hai miền Nam - Bắc". Những ghi nhận này khẳng định Việt Nam Dân chủ Cộng hòa là chính thể duy nhất có quyền lực pháp lý trên toàn lãnh thổ Việt Nam và công khai không thừa nhận Việt Nam Cộng hòa là một nhà nước hợp pháp, miền Nam chưa được giải phóng.
Hiến pháp năm 1959 cũng ghi nhận Đảng Lao động là lãnh đạo cách mạng trong Lời nói đầu, nhưng không quy định là lực lượng lãnh đạo nhà nước và xã hội trong điều khoản nào như Hiến pháp 1980 và 1992 sau này nhằm để ngỏ khả năng hiệp thương với chính quyền Miền Nam và động viên nhưng người không có lập trường cộng sản nhưng chống Mỹ và Việt Nam Cộng hòa đứng về phía cách mạng. Đến 1960 Việt Nam Dân chủ Cộng hòa vẫn công khai đưa ra đề nghị thương lượng lần cuối (khẩu hiệu đấu tranh hòa bình thống nhất vẫn được khẳng định tại Hiến pháp, và cả văn kiện công khai của đại hội III Đảng Lao động).
Phía Việt Nam Cộng hòa trước đó ban hành Hiến pháp riêng 1956 và bầu cử riêng tại miền Nam, cũng thừa nhận địa vị hợp pháp của chính quyền này dựa trên Quốc gia Việt Nam trước đây và tuyên bố chủ quyền đối với toàn bộ lãnh thổ Việt Nam trên cơ sở kế thừa Quốc gia Việt Nam. Điều này được phía bên kia xem là một cử chỉ thể hiện sự "hiếu chiến" chuẩn bị cho "Bắc tiến".
Sau Đồng khởi, thì một vùng do Đảng Lao động và cách mạng kiểm soát ở Miền Nam hình thành, đồng thời miền Bắc bắt đầu viện trợ cho phong trào kháng chiến tại miền Nam một lượng lớn vũ khí, quân trang, quân dụng và cử nhiều cán bộ, binh sĩ vào Nam chiến đấu. Trong khi Mỹ và Việt Nam Cộng hòa đã đưa ra những chứng cớ mà họ cho là Miền Bắc vi phạm Hiệp định, do đó chủ trương của Đảng Lao động là thành lập một Mặt trận lấy danh nghĩa giải phóng Miền Nam để kiểm soát các vùng đất này, và tách đảng bộ miền Nam lập Đảng Nhân dân Cách mạng. Mặt trận lấy danh nghĩa là Việt Nam đã độc lập năm 1945 và kháng chiến chống Pháp thắng lợi, nhưng miền Nam chưa có độc lập để đấu tranh vũ trang giải phóng miền Nam - tính độc lập về pháp lý với Miền Bắc không rõ ràng bằng khi lập chính thể Cộng hòa Miền Nam như sau này. Mặt trận thừa nhận miền Bắc đã được giải phóng, và Việt Nam Dân chủ Cộng hòa là chính thể hợp pháp cả nước. Tuy nhiên tính chất độc lập về pháp lý được đưa ra khi văn kiện Mặt trận khẳng định Mặt trận sẽ hiệp thương với Miền Bắc để thống nhất. Tính độc lập này chỉ là tương đối và khớp với văn kiện của Việt Nam Dân chủ Cộng hòa (khi khẳng định chủ quyền với toàn lãnh thổ). Chương trình hành động của Mặt trận (điểm IX):
Yêu cầu bức thiết của đồng bào trên toàn quốc là phải hoà bình thống nhất Tổ quốc. Mặt trận Dân tộc Giải phóng miền Nam chủ trương thống nhất nước nhà từng bước bằng phương pháp hoà bình, trên nguyên tắc hai miền cùng nhau thương lượng, cùng nhau bàn bạc mọi hình thức và biện pháp có lợi cho dân tộc, cho Tổ quốc Việt Nam. Trong khi nước nhà chưa thống nhất, chính phủ hai miền cùng nhau thương lượng cam kết không tuyên truyền chia rẽ dân tộc, không tuyên truyền chiến tranh, không dùng binh lực đối với nhau. Thực hiện trao đổi kinh tế văn hoá giữa hai miền. Cho nhân dân hai miền được tự do đi lại buôn bán, thăm viếng, tự do gửi thư từ cho nhau.
Sau khi Mặt trận ra đời thì Việt Nam Dân chủ Cộng hòa công khai khẳng định Mặt trận đại diện nhân dân miền Nam, nhưng không sửa lại Hiến pháp. Điều này phù hợp với thực tế một đất nước có nhiều chính phủ (tương tự như nhà nước liên bang, nhà nước liên hiệp, theo đó mỗi vùng lãnh thổ trong một quốc gia có 1 chính phủ riêng). Hồ Chí Minh trong trả lời phỏng vấn của Daily Worker năm 1965 khẳng định Mặt trận có đường lối riêng của họ, phù hợp với hoàn cảnh mỗi miền, nhưng Việt Nam là một. Sau này Cộng hòa miền Nam Việt Nam thành lập thì Việt Nam Dân chủ Cộng hòa chính thức xem Cộng hòa miền Nam Việt Nam là một chính thể và nhà nước độc lập với nhà nước Việt Nam Dân chủ Cộng hòa nhưng chỉ giới hạn ở Miền Nam và Việt Nam Dân chủ Cộng hòa cũng không sửa lại Hiến pháp. Tuy vậy Cộng hòa miền Nam Việt Nam và Việt Nam Dân chủ Cộng hòa không đặt quan hệ bình thường như thiết lập đại sứ hay quan hệ ngoại giao với các nước khác mà đặt đại diện như mô hình nhà nước liên bang. Mục tiêu hiệp thương thống nhất hai nhà nước luôn thể hiện trong các tuyên bố hai phía và hai bên đặt đại diện tại Hà Nội và Tây Ninh thể hiện ý chí này.
Bên cạnh đó, Đảng Lao động bề ngoài vẫn thừa nhận Đảng Nhân dân Cách mạng có tính độc lập tuy nhiên sau này thừa nhận Trung ương Cục là đại diện Đảng Lao động tại miền Nam. Lập trường quốc tế nói chung đa số vẫn thừa nhận Việt Nam có hai chính quyền ở hai miền theo mô hình nhà nước liên bang chứ không nói là hai nước theo cách hiểu thông thường, và sau nhiều nước thừa nhận Cộng hòa miền Nam Việt Nam là chính quyền hợp pháp tại Miền Nam. Do lập trường của Mặt trận và Cộng hòa miền Nam Việt Nam là Miền Nam chưa có độc lập nên họ sử dụng cụm từ "giải phóng", và Việt Nam Dân chủ Cộng hòa dùng từ "kháng chiến" để chỉ cuộc kháng chiến hai miền nam - bắc vì một mục tiêu chung là độc lập, tự do, toàn vẹn lãnh thổ.
Lập trường Việt Nam Dân chủ Cộng hòa và phía Mặt trận thường giống nhau, trừ việc Mặt trận không hề đề cập đến các chính sách cải tạo xã hội chủ nghĩa ở miền Nam. Năm 1955 và năm 1960 Miền Bắc cho thành lập các khu tự trị, có ý nghĩa trong chính sách lôi kéo người dân tộc thiểu số miền Nam đứng về phía cách mạng (khi đó chính quyền Việt Nam Cộng hòa phủ nhận sự tự trị mà Pháp trao cho các dân tộc thiểu số). Phía Mặt trận và Chính phủ Cách mạng Lâm thời cũng cho thành lập các Ủy ban tự trị dân tộc thuộc địa phận vùng kiểm soát của mình, trong thời gian chiến tranh như miền Bắc có khu tự trị cho các dân tộc thiểu số. Tuy nhiên sau 1975 thì do vấn đề Trung Quốc, Khmer Đỏ và các vấn đề an ninh... nên các khu tự trị, ủy ban tự trị ở miền Bắc lẫn miền Nam đều bị giải tán, quyền chỉ đạo được thống nhất ở trung ương.
Về phía Mặt trận, họ chỉ công khai các chức danh do hiệp thương bầu cử ra (của Mặt trận hay chính quyền các cấp), hay chức vụ của các tổ chức, Đảng (cả đảng Nhân dân cách mạng) trong Mặt trận, cũng như quân giải phóng (Bộ tư lệnh các lực lượng vũ trang,...), nhưng trước khi Hiệp định Paris ký kết không công khai các chức danh hay cán bộ thuộc về phía Đảng Lao động chỉ định (như ủy viên Trung ương hay Bộ Chính trị hay trong Trung ương Cục, và các cấp lãnh đạo đảng ở địa phương, cũng như nhiều chỉ huy quân đội,...) để thể hiện rõ lập trường Miền Bắc chỉ chi viện giúp đỡ miền Nam và phối hợp quân sự, kể cả cử cán bộ chỉ huy Quân giải phóng, lực lượng cách mạng, chứ không chi phối chính sách của phía Mặt trận do sự hiệp thương của các lực lượng tham gia quyết định, mặt khác thể hiện nguyên tắc bí mật trong thời chiến.

## Quan hệ ngoại giao
Ngày 25 tháng 2 năm 1962, Mặt trận và Chính phủ Cách mạng lâm thời đặt đại diện thường trực tại Cuba, đến tháng 2 năm 1963 đặt đại diện thường trực tại Algérie, sau đó tại Liên Xô, Cộng hòa Dân chủ Đức, Campuchia, Ba Lan, Tiệp Khắc, Mông Cổ, România, Trung Quốc, Albania, Thụy Điển, Iraq, Mali, Nam Yemen, Somalia, Tanzania,...
Mối quan hệ với Đảng Cộng sản Trung Quốc, thể hiện qua điện của Luật sư Nguyễn Hữu Thọ gửi Chủ tịch Ban Chấp hành Trung ương Đảng Cộng sản Trung Quốc Mao Trạch Đông ngày 26-12-1967, có đoạn "Quân và dân miền Nam Việt Nam, dưới sự lãnh đạo của Mặt trận dân tộc giải phóng, nhận thức sâu sắc rằng "bảy trăm triệu nhân dân Trung Quốc là hậu thuẫn vững mạnh của nhân dân Việt Nam, đất nước Trung Quốc bao la là hậu phương đáng tin cậy của nhân dân Việt Nam", rằng thắng lợi của chúng tôi không thể tách rời sự ủng hộ và giúp đỡ chí tình, to lớn và có hiệu quả của nước Cộng hòa nhân dân Trung Hoa anh em"

## Đánh giá
Nhìn chung, cũng giống như Mặt trận Việt Minh trước đó trong thời Kháng chiến chống Pháp, các chủ trương thành lập Mặt trận này và sự lãnh đạo của Đảng Lao Động (sau này được đổi tên lại là Đảng Cộng sản) chỉ được công khai với thế giới sau này. Tuỳ theo tình hình và hoàn cảnh thực tế thì có khi Đảng lại không thể hoàn toàn chi phối trực tiếp được tất cả các chính sách của Mặt trận bởi vì trong quá khứ thì có rất nhiều các tổ chức khác mang tính trung lập (không cộng sản) ở miền Nam Việt Nam đã từng có tham gia Mặt trận, nói cách khác thì tất cả đều là không cộng sản và trung lập ngoại trừ chỉ có mỗi riêng một tổ chức trực thuộc Đảng tham gia vào Mặt trận này là Mặt trận Tổ quốc Việt Nam sau này mà thôi, và cho nên do đó thì tính chất thật sự rõ rệt của các tổ chức kể trên bên trong Mặt trận không hoàn toàn như tổ chức đảng ở Việt Nam hiện nay và đã không như các lực lượng chống đối Đảng Cộng sản từng luôn đánh giá do không có đủ tư liệu kể về tất cả họ:
Nếu so với Mặt trận Dân tộc Giải phóng miền Nam Việt Nam thì Việt Minh trước đây cũng là một liên minh gồm nhiều đảng phái, tổ chức và cá nhân bao gồm cả Đảng Cộng sản (nòng cốt). Sau khi Đảng Cộng sản Đông Dương giải tán và Việt Minh trở thành liên minh chính trị của người cộng sản trong một hai năm đầu, chủ yếu nhất giai đoạn trước kháng chiến toàn quốc, còn Mặt trận Dân tộc Giải phóng miền Nam Việt Nam luôn là một liên minh trong đó những người cộng sản làm nòng cốt.
Theo đánh giá của William Colby, cựu giám đốc CIA (Mỹ) và người từng chỉ huy Chiến dịch Phượng Hoàng, để làm mờ đi lý lịch đảng viên cộng sản và thu hút nhiều người tham gia hơn, Mặt trận Dân tộc Giải phóng miền Nam được coi là một phong trào của riêng người Nam Việt Nam sẵn sàng đón nhận mọi đảng phái và những nhân vật miền Nam mà tên tuổi được tung ra như là những người lãnh đạo tổ chức thì trên thực tế họ không có mấy quyền hành kiểm soát mặt trận cũng như những người trong mặt trận Việt Minh thời Chiến tranh Đông Dương. Quyền chi phối Mặt trận chủ yếu thuộc về chính phủ Việt Nam Dân chủ Cộng hòa. Tuy nhiên, trên thực tế, những lãnh đạo của tổ chức thực sự là người lãnh đạo phong trào chống Mỹ và chư hầu, họ là những người Cộng sản với vỏ bọc phi Cộng sản. Ông Lê Văn Hảo, từng là Chủ tịch Ủy ban Nhân dân Cách mạng Thừa Thiên – Huế của Mặt Trận Dân tộc Giải Phóng Miền Nam trong thời tổng tấn công Tết Mậu thân, cho biết: khi lên trên núi, ông biết ngay Mặt Trận Dân tộc Giải Phóng Miền Nam là một tổ chức do Việt Nam Dân chủ Cộng hòa chỉ đạo, và họ cũng không giấu điều đó với ông. Theo RFA, Giáo sư Triết Nguyễn Văn Trung, là người từng được công luận tại miền nam trước năm 1975 xem là thuộc Thành phần thứ ba, đưa ra nhận xét: Những người tham gia Mặt trận giải phóng miền Nam cũng là những người có thiện tâm thiện chí, sau năm 1975 thì một số mới nhận thấy mặt trận tuân thủ sự chỉ đạo từ Việt Nam Dân chủ Cộng hòa..
Trên thực tế thì là với sự ủng hộ của nhân dân cả hai miền, những người Cộng sản đã giành được thắng lợi cuối cùng. Sự ủng hộ của người dân được coi là yếu tố then chốt trong thắng lợi của Quân đội Nhân dân Việt Nam và Quân Giải phóng miền Nam Việt Nam, vốn có nguồn gốc là những người dân bình thường. Mối quan hệ quân-dân thường được người cộng sản so sánh với quan hệ cá-nước. Sự bao bọc của nhân dân đã chứng minh điều đó.
Xét theo định nghĩa hiện nay thì các Mặt trận do đảng lãnh đạo hay chủ trương thành lập (ngầm hay công khai) đều là các tổ chức Mặt trận Dân tộc Thống nhất dưới sự lãnh đạo của Đảng, và trong khối dân vận. Như vậy về thực tế các tổ chức này làm dân vận cho đảng, đoàn kết dân tộc dưới sự lãnh đạo của đảng, cho dù thực tế về mặt quá khứ công khai như Việt Minh được xem như là một đảng: 1945-1951, hay Mặt trận Dân tộc Giải phóng là một liên minh chính trị "độc lập" với Đảng Lao động Việt Nam.
Nhà nước Việt Nam hiện nay đánh giá rất cao vai trò của mặt trận trong việc thu hút mọi người dân ở miền Nam thuộc các thành phần xã hội khác nhau đã đi theo Mặt trận, đặc biệt các tầng lớp trí thức, nhân sĩ, đoàn kết chống Mỹ và Việt Nam Cộng hòa: "Trong cuộc kháng chiến ở miền Nam, Mặt trận có một vai trò lịch sử hết sức to lớn. Về mặt công khai, Mặt trận Giải phóng là người tổ chức và là ngọn cờ động viên lãnh đạo nhân dân miền Nam trong cuộc chống Mỹ, cứu nước; cùng với Liên minh các Lực lượng Dân tộc Dân chủ và Hòa bình Việt Nam và các đoàn thể, các tổ chức kháng chiến, Mặt trận là hậu thuẫn vững mạnh của chính quyền cách mạng; mặt khác sau khi Chính phủ Cách mạng ra đời, Mặt trận Giải phóng vẫn còn có vai trò quan trọng về mặt đối ngoại"